# Olympische Sommerspiele 2020/Leichtathletik
Die vom Weltleichtathletikverband World Athletics (bis 2019 IAAF) organisierten Leichtathletikwettbewerbe bei den XXXII. Olympischen Spielen 2020 in Tokio wurden vom 30. Juli bis zum 8. August 2021 im Olympiastadion ausgetragen. Die Geh- und Marathonwettbewerbe waren aufgrund vermeintlich besserer klimatischer Voraussetzungen nach Sapporo verlegt worden. Insgesamt wurden 48 Wettbewerbe ausgetragen, 24 bei den Herren, 23 bei den Damen sowie eine Mixed-Staffel. Die Qualifikation war sowohl über Normerfüllungen als auch die neue World-Athletics-Weltrangliste möglich.

## Bilanz

### Medaillenspiegel
| Platz  | Land                    | Gold | Silber | Bronze | Gesamt |
| ------ | ----------------------- | ---- | ------ | ------ | ------ |
| 1      | Vereinigte Staaten      | 7    | 12     | 7      | 26     |
| 2      | Italien                 | 5    | –      | –      | 5      |
| 3      | Kenia                   | 4    | 4      | 2      | 10     |
| 4      | Polen                   | 4    | 2      | 3      | 9      |
| 5      | Jamaika                 | 4    | 1      | 4      | 9      |
| 6      | Niederlande             | 2    | 3      | 3      | 8      |
| 7      | China                   | 2    | 2      | 2      | 6      |
| 7      | Kanada                  | 2    | 2      | 2      | 6      |
| 9      | Uganda                  | 2    | 1      | 1      | 4      |
| 10     | Norwegen                | 2    | 1      | –      | 3      |
| 10     | Schweden                | 2    | 1      | –      | 3      |
| 12     | Bahamas                 | 2    | –      | –      | 2      |
| 13     | Deutschland             | 1    | 2      | –      | 3      |
| 14     | Äthiopien               | 1    | 1      | 2      | 4      |
| 15     | Portugal                | 1    | 1      | –      | 2      |
| 15     | ROC                     | 1    | 1      | –      | 2      |
| 17     | Belgien                 | 1    | –      | 1      | 2      |
| 18     | Griechenland            | 1    | –      | –      | 1      |
| 18     | Indien                  | 1    | –      | –      | 1      |
| 18     | Katar                   | 1    | –      | –      | 1      |
| 18     | Marokko                 | 1    | –      | –      | 1      |
| 18     | Puerto Rico             | 1    | –      | –      | 1      |
| 18     | Venezuela               | 1    | –      | –      | 1      |
| 24     | Großbritannien          | –    | 2      | 3      | 6      |
| 25     | Kolumbien               | –    | 2      | –      | 2      |
| 25     | Dominikanische Republik | –    | 2      | –      | 2      |
| 27     | Australien              | –    | 1      | 2      | 3      |
| 27     | Kuba                    | –    | 1      | 2      | 3      |
| 29     | Tschechien              | –    | 1      | 1      | 2      |
| 29     | Japan                   | –    | 1      | 1      | 2      |
| 31     | Bahrain                 | –    | 1      | –      | 1      |
| 31     | Frankreich              | –    | 1      | –      | 1      |
| 31     | Namibia                 | –    | 1      | –      | 1      |
| 34     | Brasilien               | –    | –      | 2      | 2      |
| 34     | Neuseeland              | –    | –      | 2      | 2      |
| 36     | Botswana                | –    | –      | 1      | 1      |
| 36     | Burkina Faso            | –    | –      | 1      | 1      |
| 36     | Grenada                 | –    | –      | 1      | 1      |
| 36     | Nigeria                 | –    | –      | 1      | 1      |
| 36     | Österreich              | –    | –      | 1      | 1      |
| 36     | Spanien                 | –    | –      | 1      | 1      |
| 36     | Ukraine                 | –    | –      | 1      | 1      |
| 36     | Belarus                 | –    | –      | 1      | 1      |
| Gesamt | Gesamt                  | 49   | 47     | 48     | 144    |

### Medaillengewinner
Männer
| Disziplin         | Gold                                                            | Silber                                                                      | Bronze                                                         |
| ----------------- | --------------------------------------------------------------- | --------------------------------------------------------------------------- | -------------------------------------------------------------- |
| 100 m             | Marcell Jacobs (ITA)                                            | Fred Kerley (USA)                                                           | Andre De Grasse (CAN)                                          |
| 200 m             | Andre De Grasse (CAN)                                           | Kenneth Bednarek (USA)                                                      | Noah Lyles (USA)                                               |
| 400 m             | Steven Gardiner (BAH)                                           | Anthony Zambrano (COL)                                                      | Kirani James (GRN)                                             |
| 800 m             | Emmanuel Korir (KEN)                                            | Ferguson Cheruiyot Rotich (KEN)                                             | Patryk Dobek (POL)                                             |
| 1500 m            | Jakob Ingebrigtsen (NOR)                                        | Timothy Cheruiyot (KEN)                                                     | Josh Kerr (GBR)                                                |
| 5000 m            | Joshua Cheptegei (UGA)                                          | Mohammed Ahmed (CAN)                                                        | Paul Chelimo (USA)                                             |
| 10.000 m          | Selemon Barega (ETH)                                            | Joshua Cheptegei (UGA)                                                      | Jacob Kiplimo (UGA)                                            |
| Marathon          | Eliud Kipchoge (KEN)                                            | Abdi Nageeye (NED)                                                          | Bashir Abdi (BEL)                                              |
| 110 m Hürden      | Hansle Parchment (JAM)                                          | Grant Holloway (USA)                                                        | Ronald Levy (JAM)                                              |
| 400 m Hürden      | Karsten Warholm (NOR)                                           | Rai Benjamin (USA)                                                          | Alison dos Santos (BRA)                                        |
| 3000 m Hindernis  | Soufiane el-Bakkali (MAR)                                       | Lamecha Girma (ETH)                                                         | Benjamin Kigen (KEN)                                           |
| 4 × 100 m Staffel | ItalienLorenzo Patta Marcell Jacobs Eseosa Desalu Filippo Tortu | KanadaAaron Brown Jerome Blake Brendon Rodney Andre De Grasse               | ChinaTang Xingqiang Xie Zhenye Su Bingtian Wu Zhiqiang         |
| 4 × 400 m Staffel | USAMichael Cherry Michael Norman Bryce Deadmon Rai Benjamin     | NiederlandeTerrence Agard Ramsey Angela Liemarvin Bonevacia Tony van Diepen | BotswanaIsaac Makwala Baboloki Thebe Zibane Ngozi Bayapo Ndori |
| 20 km Gehen       | Massimo Stano (ITA)                                             | Kōki Ikeda (JPN)                                                            | Toshikazu Yamanishi (JPN)                                      |
| 50 km Gehen       | Dawid Tomala (POL)                                              | Jonathan Hilbert (GER)                                                      | Evan Dunfee (CAN)                                              |
| Hochsprung        | Mutaz Essa Barshim (QAT) Gianmarco Tamberi (ITA)                | nicht vergeben                                                              | Maksim Nedassekau (BLR)                                        |
| Stabhochsprung    | Armand Duplantis (SWE)                                          | Christopher Nilsen (USA)                                                    | Thiago Braz (BRA)                                              |
| Weitsprung        | Miltiadis Tendoglou (GRE)                                       | Juan Miguel Echevarría (CUB)                                                | Maykel Massó (CUB)                                             |
| Dreisprung        | Pedro Pablo Pichardo (POR)                                      | Zhu Yaming (CHN)                                                            | Hugues Fabrice Zango (BUR)                                     |
| Kugelstoßen       | Ryan Crouser (USA)                                              | Joe Kovacs (USA)                                                            | Tomas Walsh (NZL)                                              |
| Diskuswurf        | Daniel Ståhl (SWE)                                              | Simon Pettersson (SWE)                                                      | Lukas Weißhaidinger (AUT)                                      |
| Hammerwurf        | Wojciech Nowicki (POL)                                          | Eivind Henriksen (NOR)                                                      | Paweł Fajdek (POL)                                             |
| Speerwurf         | Neeraj Chopra (IND)                                             | Jakub Vadlejch (CZE)                                                        | Vítězslav Veselý (CZE)                                         |
| Zehnkampf         | Damian Warner (CAN)                                             | Kevin Mayer (FRA)                                                           | Ashley Moloney (AUS)                                           |

Frauen
| Disziplin         | Gold                                                                                  | Silber                                                                                    | Bronze                                                                   |
| ----------------- | ------------------------------------------------------------------------------------- | ----------------------------------------------------------------------------------------- | ------------------------------------------------------------------------ |
| 100 m             | Elaine Thompson-Herah (JAM)                                                           | Shelly-Ann Fraser-Pryce (JAM)                                                             | Shericka Jackson (JAM)                                                   |
| 200 m             | Elaine Thompson-Herah (JAM)                                                           | Christine Mboma (NAM)                                                                     | Gabrielle Thomas (USA)                                                   |
| 400 m             | Shaunae Miller-Uibo (BAH)                                                             | Marileidy Paulino (DOM)                                                                   | Allyson Felix (USA)                                                      |
| 800 m             | Athing Mu (USA)                                                                       | Keely Hodgkinson (GBR)                                                                    | Raevyn Rogers (USA)                                                      |
| 1500 m            | Faith Kipyegon (KEN)                                                                  | Laura Muir (GBR)                                                                          | Sifan Hassan (NED)                                                       |
| 5000 m            | Sifan Hassan (NED)                                                                    | Hellen Obiri (KEN)                                                                        | Gudaf Tsegay (ETH)                                                       |
| 10.000 m          | Sifan Hassan (NED)                                                                    | Kalkidan Gezahegne (BRN)                                                                  | Letesenbet Gidey (ETH)                                                   |
| Marathon          | Peres Jepchirchir (KEN)                                                               | Brigid Kosgei (KEN)                                                                       | Molly Seidel (USA)                                                       |
| 100 m Hürden      | Jasmine Camacho-Quinn (PUR)                                                           | Kendra Harrison (USA)                                                                     | Megan Tapper (JAM)                                                       |
| 400 m Hürden      | Sydney McLaughlin (USA)                                                               | Dalilah Muhammad (USA)                                                                    | Femke Bol (NED)                                                          |
| 3000 m Hindernis  | Peruth Chemutai (UGA)                                                                 | Courtney Frerichs (USA)                                                                   | Hyvin Kiyeng (KEN)                                                       |
| 4 × 100 m Staffel | JamaikaBriana Williams Elaine Thompson-Herah Shelly-Ann Fraser-Pryce Shericka Jackson | USAJavianne Oliver Teahna Daniels Jenna Prandini Gabrielle Thomas                         | GroßbritannienAsha Philip Imani Lansiquot Dina Asher-Smith Daryll Neita  |
| 4 × 400 m Staffel | USASydney McLaughlin Allyson Felix Dalilah Muhammad Athing Mu                         | PolenNatalia Kaczmarek Iga Baumgart-Witan Małgorzata Hołub-Kowalik Justyna Święty-Ersetic | JamaikaRoneisha McGregor Janieve Russell Shericka Jackson Candice McLeod |
| 20 km Gehen       | Antonella Palmisano (ITA)                                                             | Sandra Arenas (COL)                                                                       | Liu Hong (CHN)                                                           |
| Hochsprung        | Marija Lassizkene (ROC)                                                               | Nicola McDermott (AUS)                                                                    | Jaroslawa Mahutschich (UKR)                                              |
| Stabhochsprung    | Katie Nageotte (USA)                                                                  | Anschelika Sidorowa (ROC)                                                                 | Holly Bradshaw (GBR)                                                     |
| Weitsprung        | Malaika Mihambo (GER)                                                                 | Brittney Reese (USA)                                                                      | Ese Brume (NGR)                                                          |
| Dreisprung        | Yulimar Rojas (VEN)                                                                   | Patrícia Mamona (POR)                                                                     | Ana Peleteiro (ESP)                                                      |
| Kugelstoßen       | Gong Lijiao (CHN)                                                                     | Raven Saunders (USA)                                                                      | Valerie Adams (NZL)                                                      |
| Diskuswurf        | Valarie Allman (USA)                                                                  | Kristin Pudenz (GER)                                                                      | Yaimé Pérez (CUB)                                                        |
| Hammerwurf        | Anita Włodarczyk (POL)                                                                | Wang Zheng (CHN)                                                                          | Malwina Kopron (POL)                                                     |
| Speerwurf         | Liu Shiying (CHN)                                                                     | Maria Andrejczyk (POL)                                                                    | Kelsey-Lee Barber (AUS)                                                  |
| Siebenkampf       | Nafissatou Thiam (BEL)                                                                | Anouk Vetter (NED)                                                                        | Emma Oosterwegel (NED)                                                   |

Mixed
| Disziplin         | Gold                                                                           | Silber                                                                              | Bronze                                                                       |
| ----------------- | ------------------------------------------------------------------------------ | ----------------------------------------------------------------------------------- | ---------------------------------------------------------------------------- |
| 4 × 400 m Staffel | PolenKarol Zalewski Natalia Kaczmarek Justyna Święty-Ersetic Kajetan Duszyński | Dominikanische RepublikLidio Féliz Marileidy Paulino Anabel Medina Alexander Ogando | Vereinigte StaatenTrevor Stewart Kendall Ellis Kaylin Whitney Vernon Norwood |

## Besondere Rahmenbedingungen durch die COVID-19-Pandemie
Eine große Herausforderung für die Austragung dieser Spiele stellte die COVID-19-Pandemie da. Die Spiele hätten bereits im Jahr zuvor stattfinden sollen, wurden jedoch aufgrund der Gefahren für Gesundheit und Leben aller Beteiligten verschoben auf das Jahr 2021, in dem eigentlich die nächste Olympiade – ein Zeitraum von jeweils vier Jahren – schon begonnen hatte. IOC und Japan als Ausrichter der Spiele entschieden sich nun für eine Austragung der Spiele unter Einhaltung größter Sicherheitsvorkehrungen. Es wurde ein Katalog von Schutzmaßnahmen erarbeitet und es wurden Regelungen dafür festgelegt, dass sich Sportler während der Spiele infizierten. Es gab dazu allerdings auch viele kritische Stimmen.

## Teilnehmer
Die Dopingproblematik belastete wie schon seit einigen Jahren ganz besonders die russischen Sportverbände. Sie hatten zahlreiche der ihnen auferlegten Auflagen zu einer Verbesserung des russischen Dopingkontrollsystems nicht erfüllt. Das führte dazu, dass russische Leichtathleten wie bereits bei den Olympischen Spielen 2016 unter neutraler Flagge nur teilnehmen durften, wenn sie den Nachweis erbringen konnten, die Regularien zum Dopingkontrollsystem wie in allen Ländern üblich erfüllt zu haben. Russland als Verband blieb weiterhin komplett ausgeschlossen.
Zunächst gaben Nordkorea (6. April 2021) und Guinea (21. Juli 2021) bekannt, keine Athleten nach Tokio zu entsenden zu wollen. Die beiden Verbände begründeten ihre Entscheidung mit den von der COVID-19-Pandemie ausgehenden gesundheitlichen Risiken. Am 23. Juli nahm Guinea seine Absage dann wieder zurück. Nordkorea dagegen hielt an seiner Ankündigung fest.
Im Zuge der Flüchtlingskrise in Europa wurde den Athleten, die aus ihrem jeweiligen Heimatland geflohen waren, auch hier in Tokio wieder die Möglichkeit geboten, als Mitglied des sogenannten Team Refugee Olympic Athletes unter olympischer Flagge an den Spielen teilzunehmen.

## Versuchte erzwungene Abreise von Kryszina Zimanouskaja
Der Fall der belarussischen Sprinterin Kryszina Zimanouskaja führte zu großer öffentlicher Aufmerksamkeit. Am 1. August 2021 erklärte sie, dass sie gegen ihren Willen von Angestellten ihres Trainingsteams zurück nach Minsk geschickt werden sollte. Auf dem Flughafen Tokio-Haneda wendete sie sich an die Polizei und machte deutlich, dass sie nicht nach Belarus zurückkehren wolle. Zuvor hatte die Athletin öffentlich ihre Trainer kritisiert. Die Mannschaftsleitung hatte sie ohne ihr Wissen in die 4-mal-400-Meter-Staffel aufgenommen. Zimanouskaja sagte aus, ihr Cheftrainer habe erklärt, sie auf einen „Befehl von oben“ hin, aus dem belarussischen Team zu „entfernen“. Zimanouskaja begab sich schließlich mit ihrer Familie nach Polen ins Exil. Am 6. August wurde daraufhin den in den Vorfall verwickelten Trainern Artur Schimak and Juryj Majsewitsch die Akkreditierung entzogen. Das IOC ersuchte die beiden Trainer, das olympische Dorf zu verlassen.

## Olympiastadion

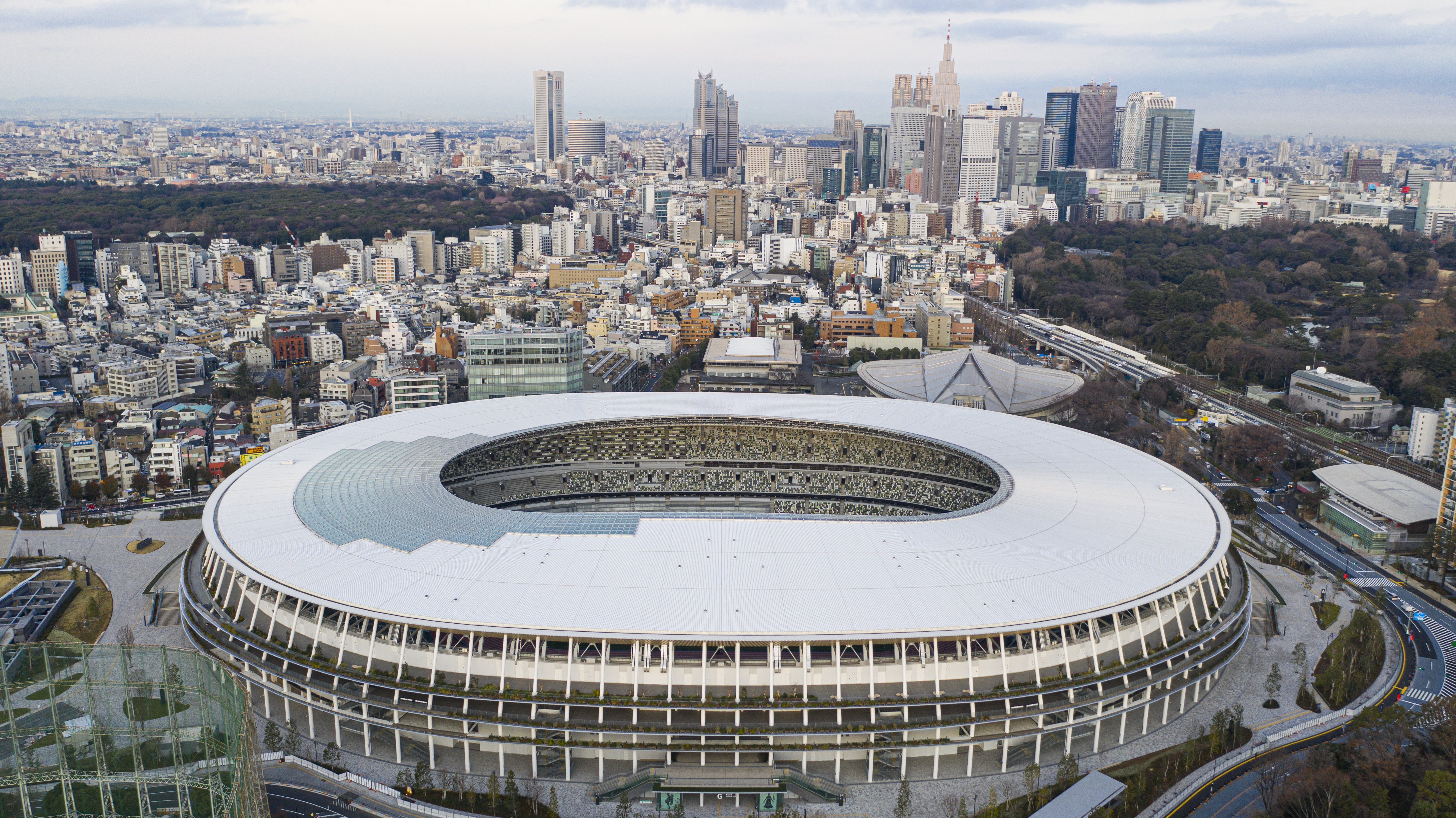
Das Nationalstadion im Jahr 2020

Zuletzt waren die Spiele 1964 in Tokio ausgetragen worden. Für die Olympischen Spiele 2020 wurde nun der Bau eines neuen Stadions angegangen. Erste Entwürfe gab es 2012, mit dem Bau begonnen wurde im Jahr 2016. Die Eröffnung erfolgte schließlich am 21. Dezember 2019, ein erstes Fußballspiel fand am 1. Januar 2020 statt.
Das Stadion bietet Platz für 68.000 Zuschauer. Besonderen Wert legten die Architekten auf Aspekte der Umweltfreundlichkeit. So wurden natürliche Materialien eingesetzt und das Nationalstadion sollte sich in einer noch zu schaffenden Parklandschaft in die Natur einfügen.
Die Baukosten sollten ursprünglich 148,4 Milliarden Yen betragen und mussten schließlich um 2,9 Milliarden auf 151,3 Milliarden Yen (rund 1,21 Milliarden Euro) angehoben werden.

## Wettbewerbe
Das Wettkampfprogramm war abgesehen von einer zusätzlichen Disziplin identisch mit dem der drei letzten Spiele 2008, 2012 und 2016.
Zusätzlich ins Programm kam eine 4-mal-400-Meter-Staffel als Mixed-Wettbewerb. Die Teams bestanden aus jeweils zwei Frauen und zwei Männern, die Reihenfolge der eingesetzten Läuferinnen und Läufer war nicht festgelegt, darüber bestimmten die Mannschaften selber. In der Praxis entschieden sich alle Teams für die Aufstellung Mann-Frau-Frau-Mann.
Die Wettbewerbe für Frauen und Männer waren weitestgehend angeglichen. Es gab im Frauenbereich nur noch eine im Vergleich zum Männerangebot fehlende Disziplin: im Gehen wurde bei den Frauen nur eine Distanz im Gegensatz zu zwei Strecken bei den Männern ausgetragen. Weitere Unterschiede fanden sich in der Hürdenhöhe auf den beiden Hürdendistanzen sowie der Länge der kürzeren Hürdenstrecke, die bei den Männern 110 Meter und bei den Frauen 100 Meter betrug, um den unterschiedlichen Schrittlängen der Geschlechter Rechnung zu tragen. Außerdem wurde bei den Frauen als Mehrkampf ein Siebenkampf, bei den Männern ein Zehnkampf ausgetragen. Darüber hinaus hatten die Stoß- und Wurfgeräte in den technischen Disziplinen für die Frauen etwas niedrigere Gewichte als für die Männer.

## Zeitplan
| M | morgens | A | abends | Q | Qualifikation | V | Vorlauf | ½ | Halbfinale | F | Finale |

| Monat →          | Juli   | Juli   | Juli   | Juli   | August | August | August | August | August | August | August | August | August | August | August | August | August | August | August | August | August |
| Datum →          | Fr 30. | Fr 30. | Sa 31. | Sa 31. | So 1.  | So 1.  | So 1.  | Mo 2.  | Mo 2.  | Di 3.  | Di 3.  | Mi 4.  | Mi 4.  | Do 5.  | Do 5.  | Fr 6.  | Fr 6.  | Sa 7.  | Sa 7.  | So 8.  | So 8.  |
| ---------------- | ------ | ------ | ------ | ------ | ------ | ------ | ------ | ------ | ------ | ------ | ------ | ------ | ------ | ------ | ------ | ------ | ------ | ------ | ------ | ------ | ------ |
| Wettkampf ↓      | M      | A      | M      | A      | M      | A      | A      | M      | A      | M      | A      | M      | A      | M      | A      | M      | A      | M      | A      | M      | A      |
| 100 m            |        |        | V      | V      |        | ½      | F      |        |        |        |        |        |        |        |        |        |        |        |        |        |        |
| 200 m            |        |        |        |        |        |        |        |        |        | V      | ½      |        | F      |        |        |        |        |        |        |        |        |
| 400 m            |        |        |        |        | V      |        |        |        | ½      |        |        |        |        |        | F      |        |        |        |        |        |        |
| 800 m            |        |        | V      |        |        | ½      | ½      |        |        |        |        |        | F      |        |        |        |        |        |        |        |        |
| 1500 m           |        |        |        |        |        |        |        |        |        | V      |        |        |        |        | ½      |        |        |        | F      |        |        |
| 5000 m           |        |        |        |        |        |        |        |        |        |        | V      |        |        |        |        |        | F      |        |        |        |        |
| 10.000 m         |        | F      |        |        |        |        |        |        |        |        |        |        |        |        |        |        |        |        |        |        |        |
| Marathon         |        |        |        |        |        |        |        |        |        |        |        |        |        |        |        |        |        |        |        | F      |        |
| 110 m Hürden     |        |        |        |        |        |        |        |        |        |        | V      | ½      |        | F      |        |        |        |        |        |        |        |
| 400 m Hürden     | V      |        |        |        |        | ½      | ½      |        |        | F      |        |        |        |        |        |        |        |        |        |        |        |
| 3000 m Hindernis | V      |        |        |        |        |        |        |        | F      |        |        |        |        |        |        |        |        |        |        |        |        |
| 4 × 100 m        |        |        |        |        |        |        |        |        |        |        |        |        |        | V      |        |        | F      |        |        |        |        |
| 4 × 400 m        |        |        |        |        |        |        |        |        |        |        |        |        |        |        |        |        | V      |        | F      |        |        |
| 20 km Gehen      |        |        |        |        |        |        |        |        |        |        |        |        |        |        | F      |        |        |        |        |        |        |
| 50 km Gehen      |        |        |        |        |        |        |        |        |        |        |        |        |        |        |        | F      |        |        |        |        |        |
| Weitsprung       |        |        |        | Q      |        |        |        | F      |        |        |        |        |        |        |        |        |        |        |        |        |        |
| Dreisprung       |        |        |        |        |        |        |        |        |        | Q      |        |        |        | F      |        |        |        |        |        |        |        |
| Hochsprung       | Q      |        |        |        |        | F      | F      |        |        |        |        |        |        |        |        |        |        |        |        |        |        |
| Stabhochsprung   |        |        | Q      |        |        |        |        |        |        |        | F      |        |        |        |        |        |        |        |        |        |        |
| Kugelstoßen      |        |        |        |        |        |        |        |        |        |        | Q      |        |        | F      |        |        |        |        |        |        |        |
| Diskuswurf       | Q      |        |        | F      |        |        |        |        |        |        |        |        |        |        |        |        |        |        |        |        |        |
| Hammerwurf       |        |        |        |        |        |        |        | Q      |        |        |        |        | F      |        |        |        |        |        |        |        |        |
| Speerwurf        |        |        |        |        |        |        |        |        |        |        |        | Q      |        |        |        |        |        |        | F      |        |        |
| Zehnkampf        |        |        |        |        |        |        |        |        |        |        |        | F      | F      | F      | F      |        |        |        |        |        |        |
| Entscheidungen → | 0      | 1      | 0      | 1      | 0      | 2      | 2      | 1      | 1      | 1      | 1      | 0      | 3      | 3      | 2      | 1      | 2      | 0      | 3      | 1      | 0      |

| M | morgens | A | abends | Q | Qualifikation | V | Vorlauf | ½ | Halbfinale | F | Finale |

| Monat →          | Juli   | Juli   | Juli   | Juli   | Juli   | August | August | August | August | August | August | August | August | August | August | August | August | August | August | August | August | August |
| Datum →          | Fr 30. | Fr 30. | Sa 31. | Sa 31. | Sa 31. | So 1.  | So 1.  | Mo 2.  | Mo 2.  | Di 3.  | Di 3.  | Mi 4.  | Mi 4.  | Do 5.  | Do 5.  | Fr 6.  | Fr 6.  | Sa 7.  | Sa 7.  | So 8.  | So 8.  |        |
| ---------------- | ------ | ------ | ------ | ------ | ------ | ------ | ------ | ------ | ------ | ------ | ------ | ------ | ------ | ------ | ------ | ------ | ------ | ------ | ------ | ------ | ------ | ------ |
| Wettkampf ↓      | M      | A      | M      | A      | A      | M      | A      | M      | A      | M      | A      | M      | A      | M      | A      | M      | A      | M      | A      | M      | A      |        |
| 100 m            | V      |        |        | ½      | F      |        |        |        |        |        |        |        |        |        |        |        |        |        |        |        |        |        |
| 200 m            |        |        |        |        |        |        |        | V      | ½      |        | F      |        |        |        |        |        |        |        |        |        |        |        |
| 400 m            |        |        |        |        |        |        |        |        |        | V      |        |        | ½      |        |        |        | F      |        |        |        |        |        |
| 800 m            | V      |        |        | ½      | ½      |        |        |        |        |        | F      |        |        |        |        |        |        |        |        |        |        |        |
| 1500 m           |        |        |        |        |        |        |        | V      |        |        |        |        | ½      |        |        |        | F      |        |        |        |        |        |
| 5000 m           |        | V      |        |        |        |        |        |        | F      |        |        |        |        |        |        |        |        |        |        |        |        |        |
| 10.000 m         |        |        |        |        |        |        |        |        |        |        |        |        |        |        |        |        |        |        | F      |        |        |        |
| Marathon         |        |        |        |        |        |        |        |        |        |        |        |        |        |        |        |        |        | F      |        |        |        |        |
| 100 m Hürden     |        |        | V      |        |        |        | ½      | F      |        |        |        |        |        |        |        |        |        |        |        |        |        |        |
| 400 m Hürden     |        |        | V      |        |        |        |        |        | ½      |        |        | F      |        |        |        |        |        |        |        |        |        |        |
| 3000 m Hindernis |        |        |        |        |        | V      |        |        |        |        |        |        | F      |        |        |        |        |        |        |        |        |        |
| 4 × 100 m        |        |        |        |        |        |        |        |        |        |        |        |        |        | V      |        |        | F      |        |        |        |        |        |
| 4 × 400 m        |        |        |        |        |        |        |        |        |        |        |        |        |        |        | V      |        |        |        | F      |        |        |        |
| 20 km Gehen      |        |        |        |        |        |        |        |        |        |        |        |        |        |        |        |        | F      |        |        |        |        |        |
| Weitsprung       |        |        |        |        |        | Q      |        |        |        | F      |        |        |        |        |        |        |        |        |        |        |        |        |
| Dreisprung       |        | Q      |        |        |        |        | F      |        |        |        |        |        |        |        |        |        |        |        |        |        |        |        |
| Hochsprung       |        |        |        |        |        |        |        |        |        |        |        |        |        | Q      |        |        |        |        | F      |        |        |        |
| Stabhochsprung   |        |        |        |        |        |        |        |        | Q      |        |        |        |        |        | F      |        |        |        |        |        |        |        |
| Kugelstoßen      |        | Q      |        |        |        | F      |        |        |        |        |        |        |        |        |        |        |        |        |        |        |        |        |
| Diskuswurf       |        |        | V      |        |        |        |        |        | F      |        |        |        |        |        |        |        |        |        |        |        |        |        |
| Hammerwurf       |        |        |        |        |        | Q      |        |        |        |        | F      |        |        |        |        |        |        |        |        |        |        |        |
| Speerwurf        |        |        |        |        |        |        |        |        |        |        |        |        |        |        |        |        | F      |        |        |        |        |        |
| Siebenkampf      |        |        |        |        |        |        |        |        |        |        |        | F      | F      | F      | F      |        |        |        |        |        |        |        |
| Entscheidungen → | 0      | 0      | 0      | 1      | 1      | 1      | 1      | 1      | 2      | 1      | 3      | 1      | 1      | 0      | 2      | 0      | 5      | 1      | 3      | 0      | 0      |        |

| Monat →          | Juli   | Juli   | Juli   | Juli   | August | August | August | August | August | August | August | August | August | August | August | August | August | August | August | August |
| Datum →          | Fr 30. | Fr 30. | Sa 31. | Sa 31. | So 1.  | So 1.  | Mo 2.  | Mo 2.  | Di 3.  | Di 3.  | Mi 4.  | Mi 4.  | Do 5.  | Do 5.  | Fr 6.  | Fr 6.  | Sa 7.  | Sa 7.  | So 8.  | So 8.  |
| ---------------- | ------ | ------ | ------ | ------ | ------ | ------ | ------ | ------ | ------ | ------ | ------ | ------ | ------ | ------ | ------ | ------ | ------ | ------ | ------ | ------ |
| Wettkampf ↓      | M      | A      | M      | A      | M      | A      | M      | A      | M      | A      | M      | A      | M      | A      | M      | A      | M      | A      | M      | A      |
| 4 × 400 m        |        | V      |        | F      |        |        |        |        |        |        |        |        |        |        |        |        |        |        |        |        |
| Entscheidungen → | 0      | 0      | 0      | 1      | 0      | 0      | 0      | 0      | 0      | 0      | 0      | 0      | 0      | 0      | 0      | 0      | 0      | 0      | 0      | 0      |

## Doping
Auch die Spiele von Tokio blieben nicht ganz verschont von der Dopingproblematik. Es gab einen Dopingfall:

Chijindu Ujah (Großbritannien) – 100-Meter-Lauf (im Halbfinale ausgeschieden) / 4-mal-100-Meter-Staffel (zunächst Rang zwei). Der Athlet wurde positiv auf SARMS getestet. Die Substanz ähnelt in ihrer Wirkung anabolen und androgenen Steroiden, ihr Einsatz stellt einen Verstoß gegen die Antidopingbestimmungen dar.

## Rekorde
Das Leistungsniveau bei diesen Olympischen Spielen war ausgesprochen hoch, das kam nach der COVID-19-Pause fast ein wenig unerwartet.
- In drei Disziplinen wurden drei Weltrekorde aufgestellt:
  - 400-Meter-Hürdenlauf Männer: Karsten Warholm (Norwegen) – 45,94 s (Finale)
  - 400-Meter-Hürdenlauf Frauen: Sydney McLaughlin (USA) – 51,46 s (Finale)
  - Dreisprung Frauen: Yulimar Rojas (Venezuela) – 15,67 m (Finale) bei einem Rückenwind von 0,7 m/s
- Außerdem gab es in sieben Disziplinen zwölf Verbesserungen des Olympiarekords:
  - 1500-Meter-Lauf Männer: Abel Kipsang (Kenia) – 3:31,65 min (Halbfinale)
  - 1500-Meter-Lauf Männer: Jakob Ingebrigtsen (Norwegen) – 3:28,32 min (Finale)
  - Kugelstoßen Männer: Ryan Crouser (USA) – 22,83 m (Finale)
  - Kugelstoßen Männer: Ryan Crouser (USA) – 22,93 m (Finale)
  - Kugelstoßen Männer: Ryan Crouser (USA) – 23,30 m (Finale)
  - Zehnkampf Männer: Damian Warner (Kanada) – 9018 P
  - 100-Meter-Lauf Frauen: Elaine Thompson-Herah (Jamaika) – 10,61 s (Finale) bei einem Gegenwind von 0,6 m/s
  - 1500-Meter-Lauf Frauen: Faith Kipyegon (Kenia) – 3:53,11 min (Finale)
  - 100-Meter-Hürdenlauf Frauen: Jasmine Camacho-Quinn (Puerto Rico) – 12,26 s (Halbfinale) bei einem Gegenwind von 0,2 m/s
  - Dreisprung Frauen: Yulimar Rojas (Venezuela) – 15,41 m (Finale) bei einem Rückenwind von 1,1 m/s
  - 4-mal-400-Meter-Staffel Mixed: USA (Elija Godwin, Lynna Irby, Taylor Manson, Bryce Deadmon) – 3:11,39 min (Vorlauf)
  - 4-mal-400-Meter-Staffel Mixed: Polen (Dariusz Kowaluk, Iga Baumgart-Witan, Małgorzata Hołub-Kowalik, Kajetan Duszyński) – 3:10,44 min (Vorlauf)
  - 4-mal-400-Meter-Staffel Mixed: Polen (Karol Zalewski, Natalia Kaczmarek, Justyna Święty-Ersetic, Kajetan Duszyński) – 3:09,87 min (Finale)

Darüber hinaus wurden in zwölf Disziplinen 23 Kontinentalrekorde aufgestellt oder egalisiert (Afrika: 4 / Amerika: 2 / Asien: 2 / Europa: 5 / Ozeanien: 5 / Südamerika: 5) und in dreißig Disziplinen gab es 110 neue oder egalisierte Landesrekorde.
Erfolgreichste Nation waren wie schon so oft die Vereinigten Staaten mit sieben Olympiasiegern gegenüber dreizehn bei den letzten Spielen. Italien hatte fünf Goldmedaillen errungen, für Kenia, Polen und Jamaika hatte es jeweils vier Olympiasiege gegeben. Dahinter folgten die Niederlande, Volksrepublik China, Kanada, Uganda, Norwegen, Schweden und die Bahamas mit jeweils zwei Olympiasiegen. Alle anderen Nationen errangen in der Leichtathletik höchstens eine Goldmedaille.
- Bei den einzelnen Sportlern gewannen folgende Athleten mehrfach Gold:
  - Elaine Thompson-Herah (Jamaika) – drei Goldmedaillen: 100 Meter, 200 Meter, 4 × 100 Meter
  - Sifan Hassan (Niederlande) – zwei Goldmedaillen: 5000 Meter, 10.000 Meter
  - Marcell Jacobs (Italien) – zwei Goldmedaillen: 100 Meter, 4 × 100 Meter
  - Sydney McLaughlin (USA) – zwei Goldmedaillen: 400 Meter Hürden, 4 × 400 Meter
- Acht Olympiasieger von Tokio hatten bereits bei früheren Olympischen Spielen Gold gewonnen:
  - Allyson Felix (USA) – 4 × 400 Meter, Wiederholung ihrer Erfolge in dieser Disziplin von 2008, 2012 und 2016, außerdem 2012 Olympiasiegerin über 200 Meter und 2012 sowie 2016 jeweils Olympiasiegerin über 4 × 100 Meter, damit jetzt siebenfache Olympiasiegerin
  - Anita Włodarczyk (Polen) – Hammerwurf, Wiederholung ihrer Erfolge in dieser Disziplin von 2012 und 2016, damit jetzt dreifache Olympiasiegerin
  - Shelly-Ann Fraser-Pryce (Jamaika) – 4 × 100 Meter, 2012 und 2016 jeweils Olympiasiegerin über 100 Meter, damit jetzt dreifache Olympiasiegerin
  - Eliud Kipchoge (Kenia) – Marathonlauf, Wiederholung seines Erfolgs in dieser Disziplin von 2016, damit jetzt zweifacher Olympiasieger
  - Ryan Crouser (USA) – Kugelstoßen, Wiederholung seines Erfolgs in dieser Disziplin von 2016, damit jetzt zweifacher Olympiasieger
  - Shaunae Miller-Uibo (Jamaika) – 400 Meter, Wiederholung ihres Erfolgs in dieser Disziplin von 2016, damit jetzt zweifache Olympiasiegerin
  - Faith Kipyegon (Kenia) – 1500 Meter, Wiederholung ihres Erfolgs in dieser Disziplin von 2016, damit jetzt zweifache Olympiasiegerin
  - Nafissatou Thiam (Belgien) – Siebenkampf, Wiederholung ihres Erfolgs in dieser Disziplin von 2016, damit jetzt zweifache Olympiasiegerin

## Qualifikation
Von jeder Nation durften maximal drei Athleten in einem Wettkampf antreten, vorausgesetzt, dass diese im vorgegebenen Qualifikationszeitraum die Olympianorm erreicht hatten. In den Staffelwettkämpfen durfte jede Nation pro Wettkampf nur eine Staffel stellen. Ohne Berücksichtigung der Qualifikationsauflagen war es jeder Nation erlaubt, einen Athleten pro Geschlecht zu entsenden.
Das Qualifikationssystem für die Spiele 2020 unterschied sich den früheren Regeln. Während die Qualifikation bei den vorherigen Spielen auf Normen basierte, erfolgte dieses Mal in erster Linie eine Qualifikation über die Weltrangliste. World Athletics gab allerdings weiterhin Normen bekannt, bei deren Erfüllung die betreffenden Sportler sich der Olympiateilnahme sicher sein konnten, während die Qualifikation über die Weltrangliste bis zum Schluss Unsicherheiten mit sich brachte. Näheres zu den Qualifikationsregeln findet sich detailliert im Hauptartikel.

## Ergebnisse

### Männer

#### 100 m

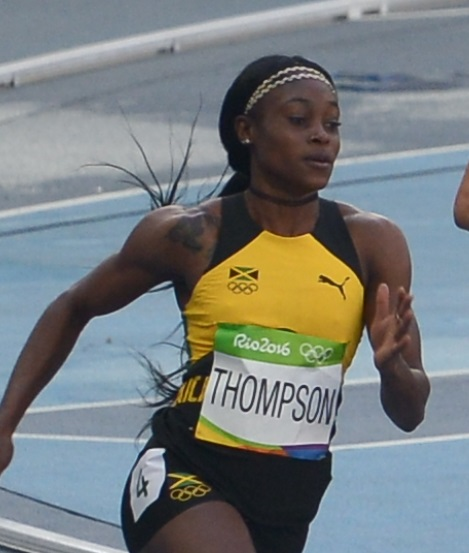
Elaine Thompson-Herah – erstes Gold in Tokio für die Sprintdoppelsiegerin von 2016

| Platz | Athlet          | Land | Zeit (s)                    |
| ----- | --------------- | ---- | --------------------------- |
| 1     | Marcell Jacobs  | ITA  | 9,80 ER                     |
| 2     | Fred Kerley     | USA  | 9,84 PB                     |
| 3     | Andre De Grasse | CAN  | 9,89 PB                     |
| 4     | Akani Simbine   | RSA  | 9,93000                     |
| 5     | Ronnie Baker    | USA  | 9,95000                     |
| 6     | Su Bingtian     | CHN  | 9,98000                     |
| DNF   | Enoch Adegoke   | NGR  |                             |
| DSQ   | Zharnel Hughes  | GBR  | IWR 162, TR16.8 – Fehlstart |

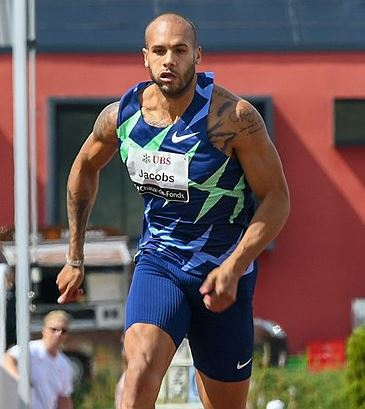
Marcell Jacobs siegte überraschend und stellte einen neuen Europarekord auf

Finale: 1. August, 21:50 Uhr (14:50 Uhr MESZ)
Wind: +0,1 m/s
In diesem Wettbewerb gab es einen Dopingfall:

Der im Halbfinale ausgeschiedene Brite Chijindu Ujah wurde positiv auf SARMS getestet. Die Substanz ähnelt in ihrer Wirkung anabolen und androgenen Steroiden, ihr Einsatz stellt einen Verstoß gegen die Antidopingbestimmungen dar. Neben seinem Resultat über 100-Meter wurde auch das mit der 4-mal-100-Meter-Staffel erzielte Ergebnis annulliert. So mussten alle Staffelmitglieder ihre dort errungenen Staffelsilbermedaillen zurückgeben.

#### 200 m

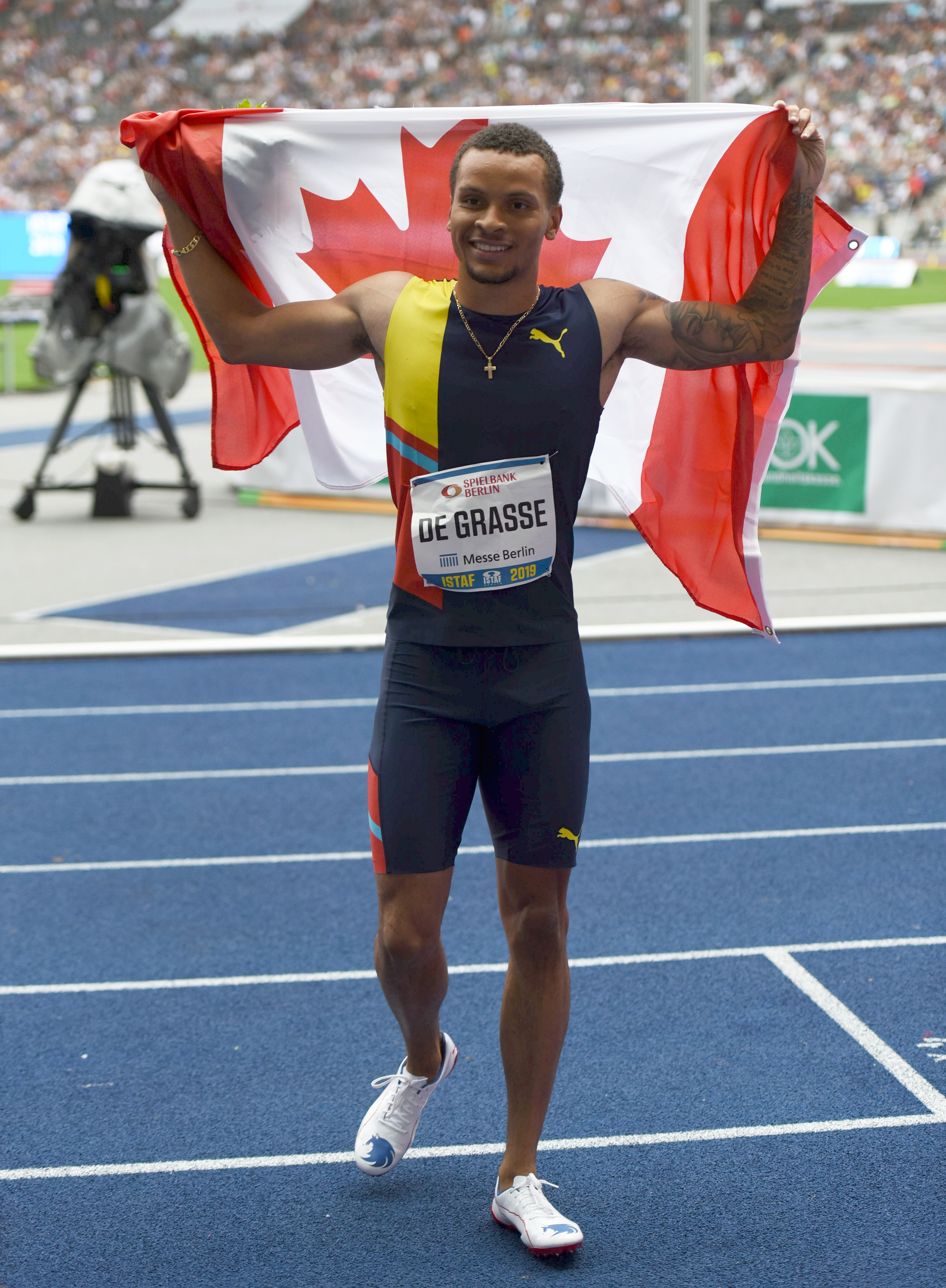
Andre De Grasse gewann sein erstes Gold bei einem internationalen Großereignis

| Platz | Athlet            | Land | Zeit (s) |
| ----- | ----------------- | ---- | -------- |
| 1     | Andre De Grasse   | CAN  | 19,62 NR |
| 2     | Kenneth Bednarek  | USA  | 19,68 PB |
| 3     | Noah Lyles        | USA  | 19,74 SB |
| 4     | Erriyon Knighton  | USA  | 19,93000 |
| 5     | Joseph Fahnbulleh | LBR  | 19,98 NR |
| 6     | Aaron Brown       | CAN  | 20,20000 |
| 7     | Rasheed Dwyer     | JAM  | 20,21000 |
| 8     | Jereem Richards   | TTO  | 20,39000 |

Finale: 4. August, 21:55 Uhr
Wind: −0,5 m/s

#### 400 m

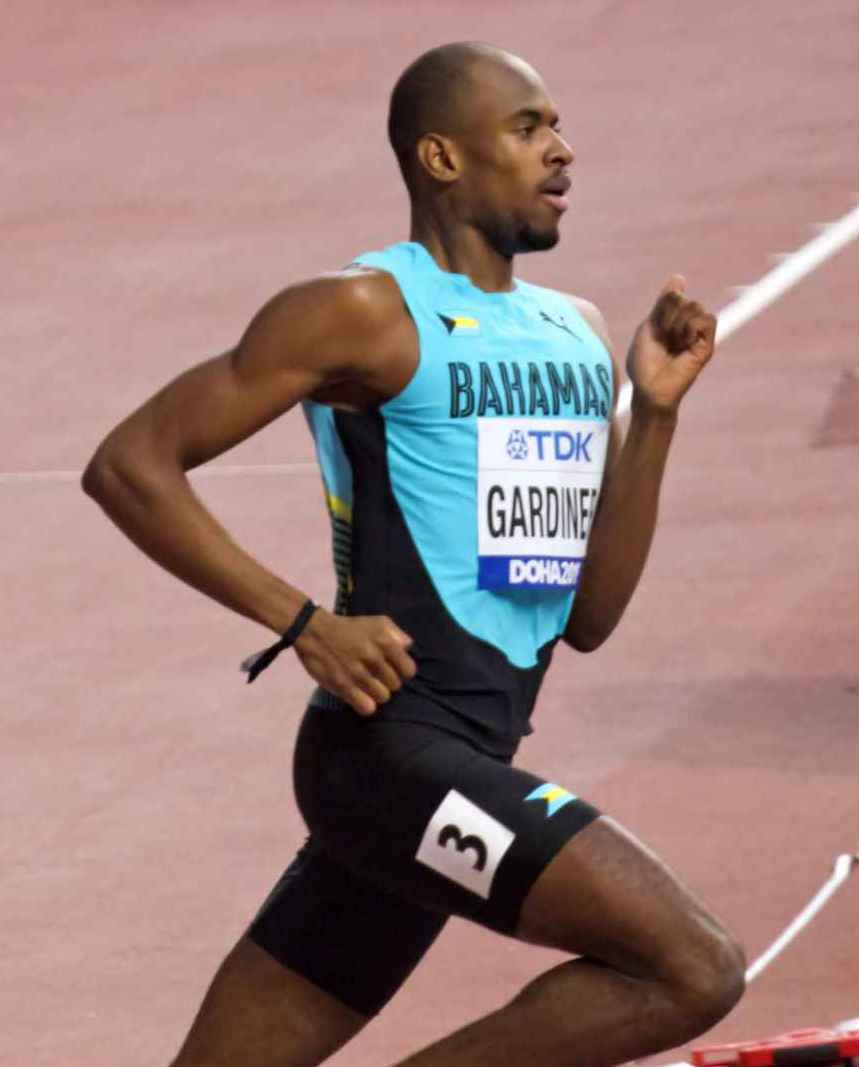
Gold für den amtierenden Weltmeister Steven Gardiner

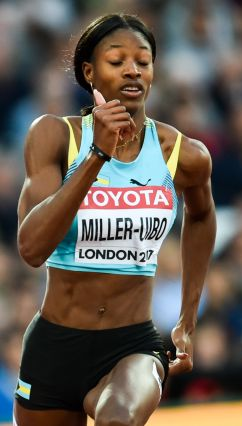
Mit neuem Amerikarekord wiederholte Shaunae Miller-Uibo ihren Sieg von 2016

| Platz | Athlet              | Land | Zeit (s) |
| ----- | ------------------- | ---- | -------- |
| 1     | Steven Gardiner     | BAH  | 43,85 SB |
| 2     | Anthony Zambrano    | COL  | 44,08000 |
| 3     | Kirani James        | GRN  | 44,19000 |
| 4     | Michael Cherry      | USA  | 44,21 PB |
| 5     | Michael Norman      | USA  | 44,31000 |
| 6     | Christopher Taylor  | JAM  | 44,79 PB |
| 7     | Isaac Makwala       | BOT  | 44,94000 |
| 8     | Liemarvin Bonevacia | NED  | 45,07000 |

Finale: 5. August, 21:00 Uhr

#### 800 m

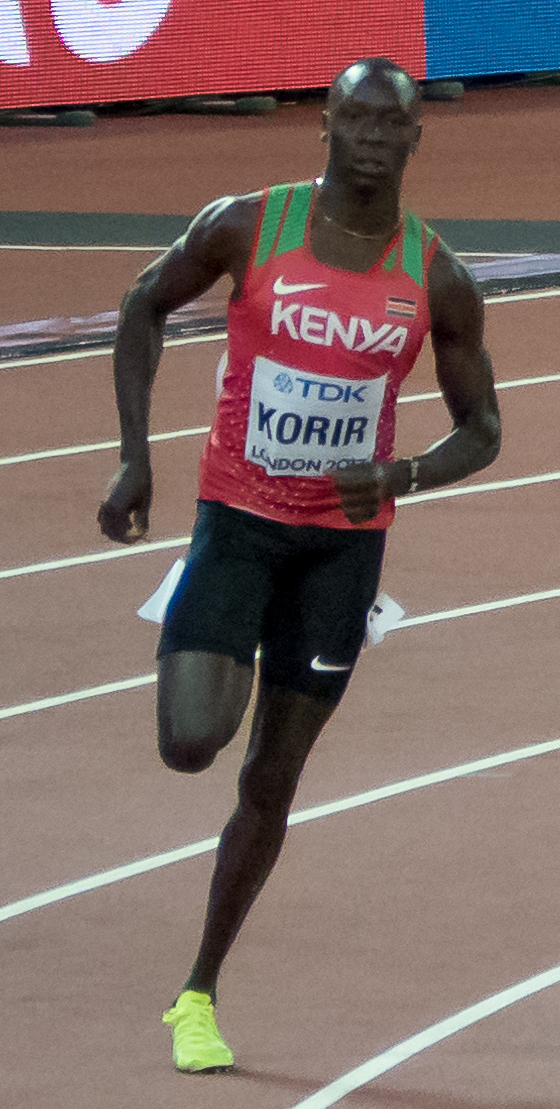
Emmanuel Korir – Olympiasieger in einem taktischen Rennen

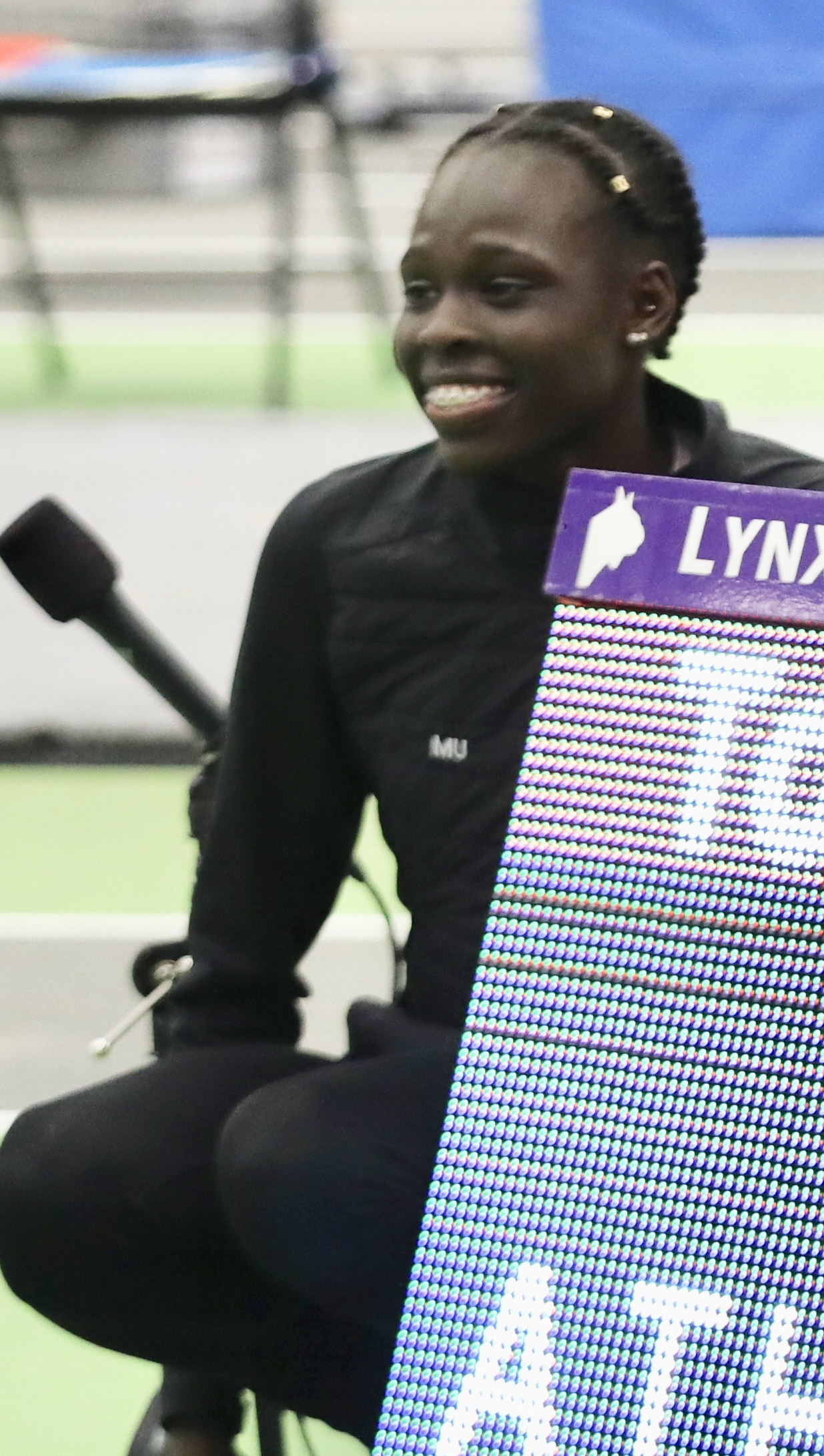
Athing Mu –Gold mit klarem Vorsprung

| Platz | Athlet                    | Land | Zeit (min) |
| ----- | ------------------------- | ---- | ---------- |
| 1     | Emmanuel Korir            | KEN  | 1:45,06    |
| 2     | Ferguson Cheruiyot Rotich | KEN  | 1:45,23    |
| 3     | Patryk Dobek              | POL  | 1:45,39    |
| 4     | Peter Bol                 | AUS  | 1:45,92    |
| 5     | Adrián Ben                | ESP  | 1:45,96    |
| 6     | Amel Tuka                 | BIH  | 1:45,98    |
| 7     | Gabriel Tual              | FRA  | 1:46,03    |
| 8     | Nijel Amos                | BOT  | 1:46,41    |
| 9     | Clayton Murphy            | USA  | 1:46,53    |

Finale: 4. August, 21:05 Uhr

#### 1500 m

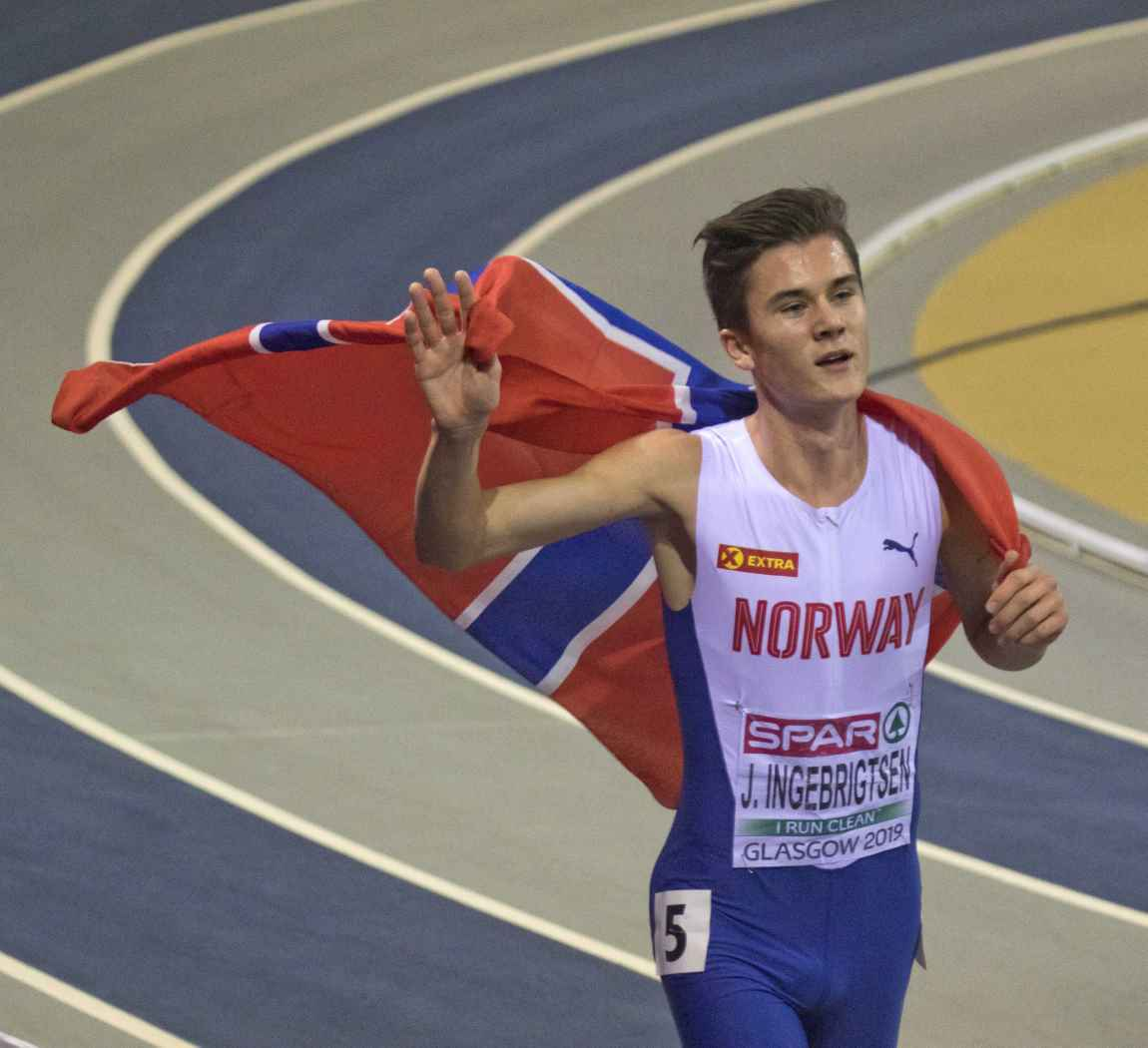
Jakob Ingebrigtsen – Olympiasieger mit olympischem Rekord und Europarekord

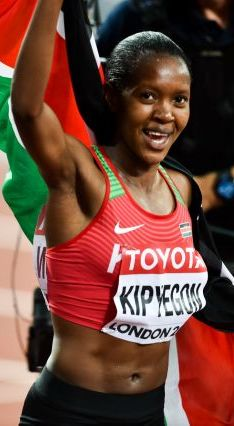
Faith Kipyegon – nach 2016 erneut Olympiasiegerin

| Platz | Athlet             | Land | Zeit (min)    |
| ----- | ------------------ | ---- | ------------- |
| 1     | Jakob Ingebrigtsen | NOR  | 3:28,32 OR/ER |
| 2     | Timothy Cheruiyot  | KEN  | 3:29,01000000 |
| 3     | Josh Kerr          | GBR  | 3:29,05 PB000 |
| 4     | Abel Kipsang       | KEN  | 3:29,56 PB000 |
| 5     | Adel Mechaal       | ESP  | 3:30,77 PB000 |
| 6     | Cole Hocker        | USA  | 3:31,40 PB000 |
| 7     | Stewart McSweyn    | AUS  | 3:31,91000000 |
| 8     | Michał Rozmys      | POL  | 3:32,67 PB000 |

Finale: 7. August, 20:40 Uhr

#### 5000 m

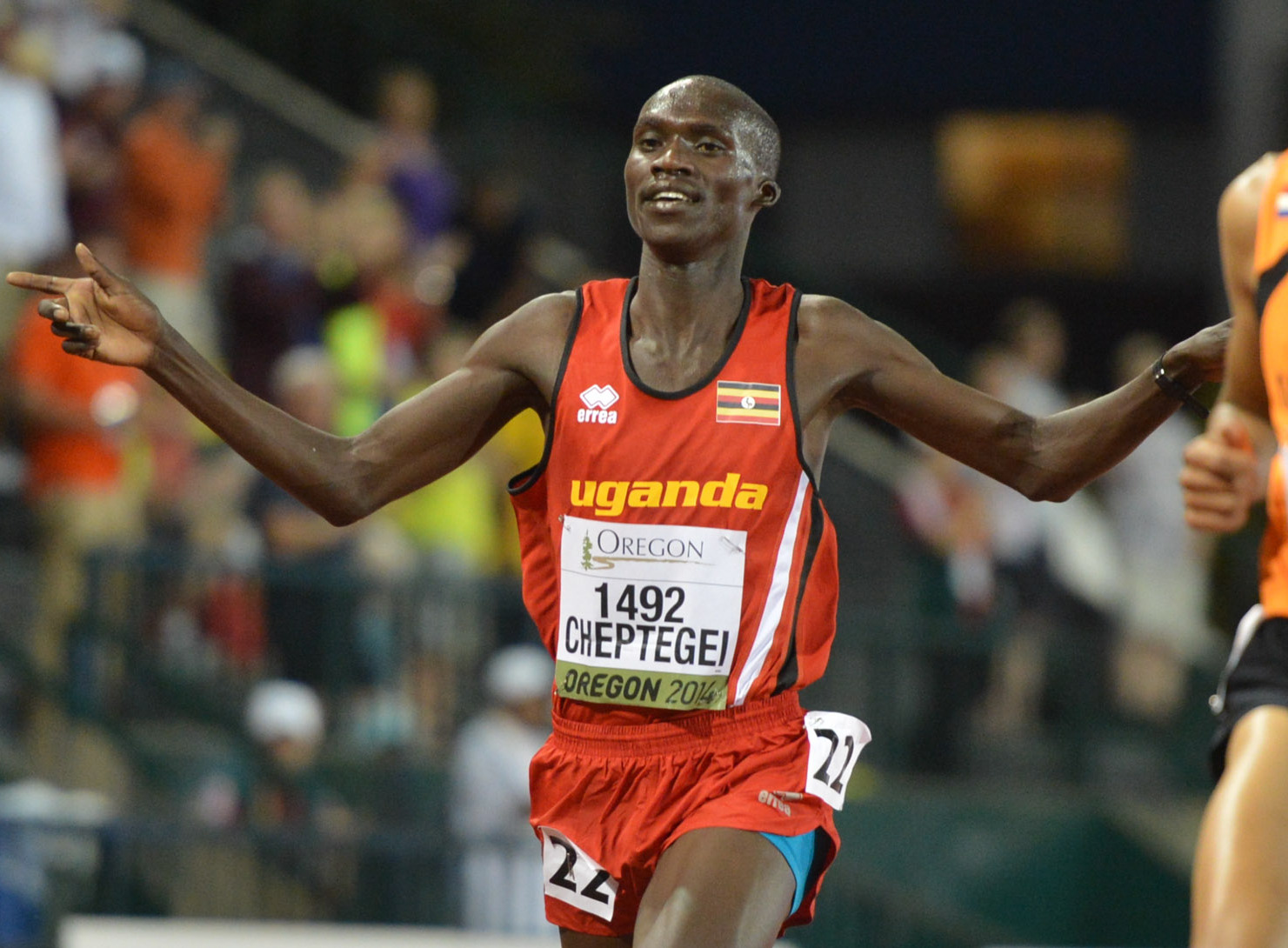
Olympiasieg für den Weltrekordinhaber und Silbermedaillengewinner über 10.000 Meter Joshua Cheptegei

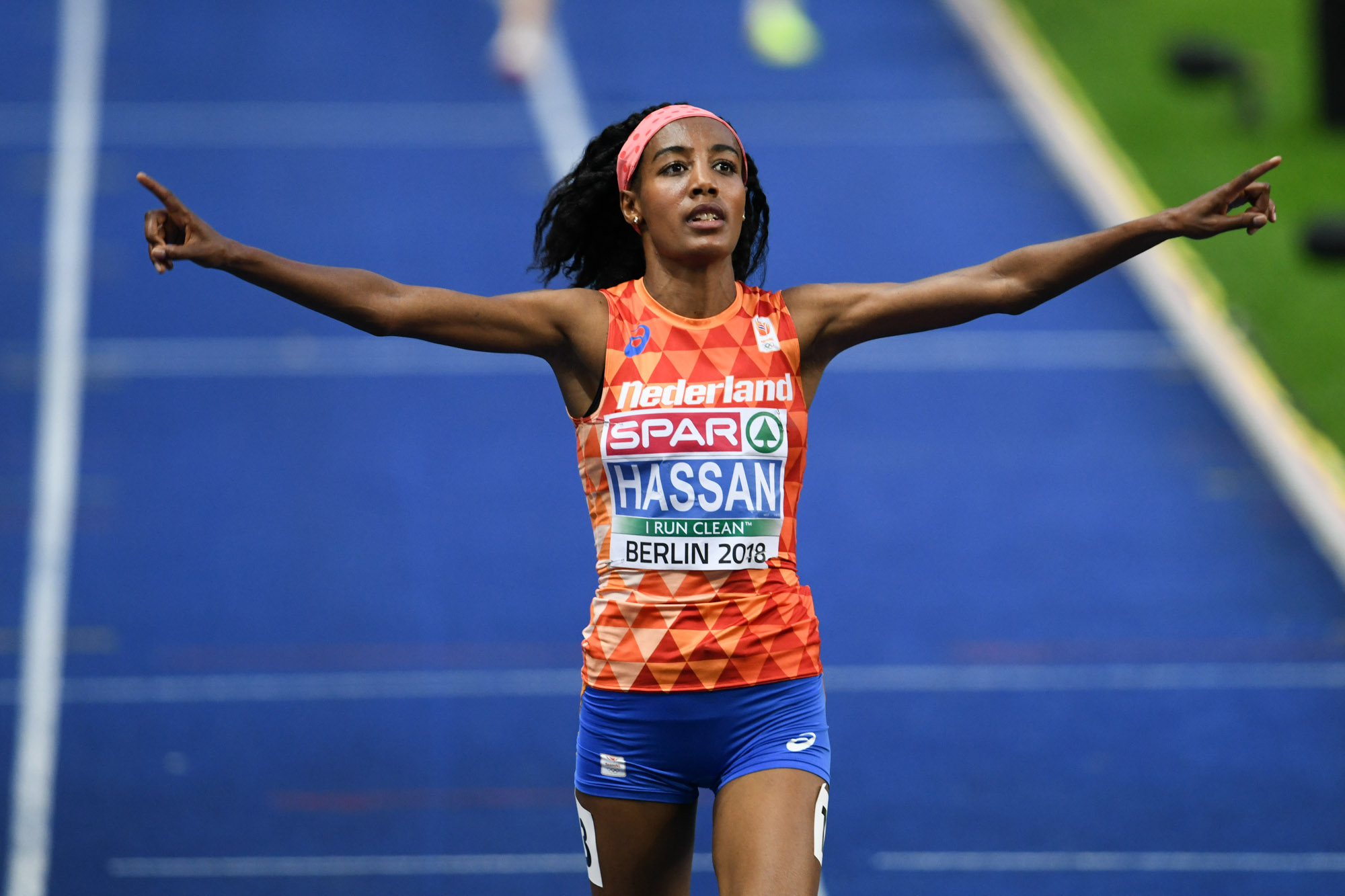
Sifan Hassan – zweimal Gold und
einmal Bronze bei diesen Spielen

| Platz | Athlet           | Land | Zeit (min)  |
| ----- | ---------------- | ---- | ----------- |
| 1     | Joshua Cheptegei | UGA  | 12:58,15000 |
| 2     | Mohammed Ahmed   | CAN  | 12:58,61000 |
| 3     | Paul Chelimo     | USA  | 12:59,05 SB |
| 4     | Nicholas Kimeli  | KEN  | 12:59,17 SB |
| 5     | Jacob Kiplimo    | UGA  | 13:02,40000 |
| 6     | Birhanu Balew    | BRN  | 13:03,20000 |
| 7     | Justyn Knight    | CAN  | 13:04,38000 |
| 8     | Mohamed Katir    | ESP  | 13:06,60000 |

Finale: 6. August, 21:00 Uhr

#### 10.000 m

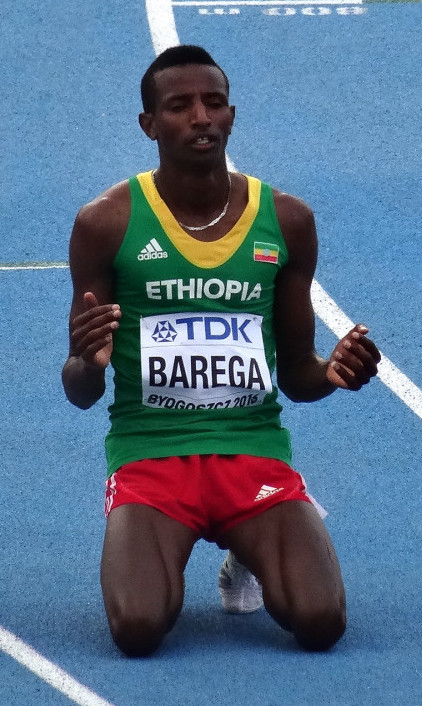
Selemon Barega bezwang den Topfavoriten Joshua Cheptegei

| Platz | Athlet           | Land | Zeit (min)  |
| ----- | ---------------- | ---- | ----------- |
| 1     | Selemon Barega   | ETH  | 27:43,22000 |
| 2     | Joshua Cheptegei | UGA  | 27:43,63 SB |
| 3     | Jacob Kiplimo    | UGA  | 27:43,88000 |
| 4     | Berihu Aregawi   | ETH  | 27:46,16000 |
| 5     | Grant Fisher     | USA  | 27:46,39000 |
| 6     | Mohammed Ahmed   | CAN  | 27:47,76 SB |
| 7     | Rodgers Kwemoi   | KEN  | 27:50,06000 |
| 8     | Yomif Kejelcha   | ETH  | 27:52,03000 |

Datum: 30. Juli, 20:30 Uhr

#### Marathon

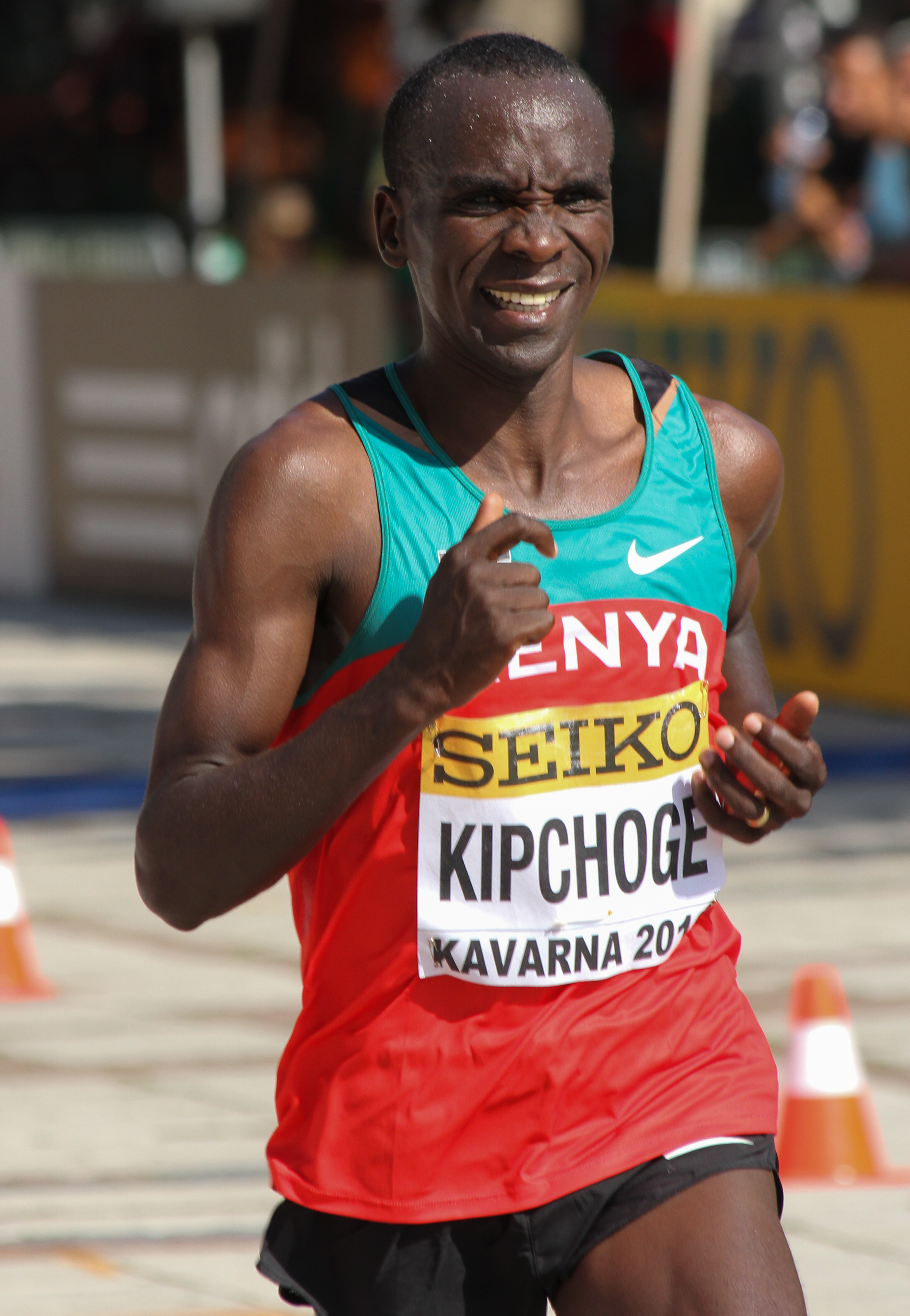
Eliud Kipchoge siegte zum zweiten Mal in Folge

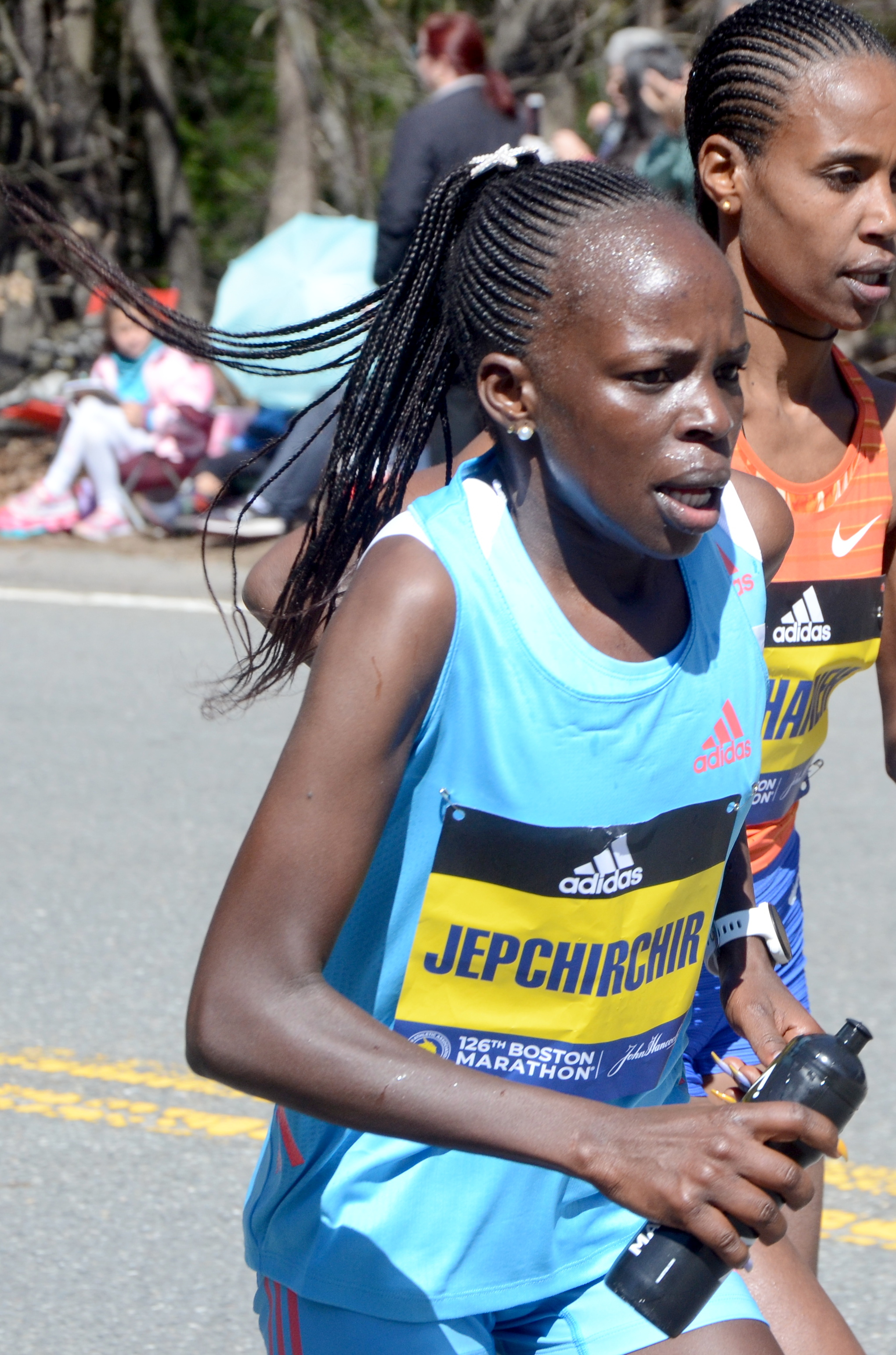
Peres Jepchirchir – am Ende ein knapper Sieg

| Platz | Athlet           | Land | Zeit (h)   |
| ----- | ---------------- | ---- | ---------- |
| 1     | Eliud Kipchoge   | KEN  | 2:08:38000 |
| 2     | Abdi Nageeye     | NED  | 2:09:58 SB |
| 3     | Bashir Abdi      | BEL  | 2:10:00 SB |
| 4     | Lawrence Cherono | KEN  | 2:10:02 SB |
| 5     | Ayad Lamdassem   | ESP  | 2:10:16 SB |
| 6     | Suguru Ōsako     | JPN  | 2:10:41 SB |
| 7     | Alphonce Simbu   | TAN  | 2:11:35 SB |
| 8     | Galen Rupp       | USA  | 2:11:41 SB |

Finale: 8. August, 7:00 Uhr

#### 110 m Hürden

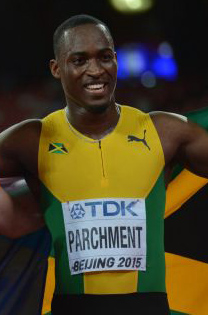
Hansle Parchment – Überraschungssieger im Hürdensprint

| Platz | Athlet                  | Land | Zeit (s) |
| ----- | ----------------------- | ---- | -------- |
| 1     | Hansle Parchment        | JAM  | 13,04 SB |
| 2     | Grant Holloway          | USA  | 13,09000 |
| 3     | Ronald Levy             | JAM  | 13,10000 |
| 4     | Devon Allen             | USA  | 13,14000 |
| 5     | Pascal Martinot-Lagarde | FRA  | 13,16 SB |
| 6     | Asier Martínez          | ESP  | 13,22 PB |
| 7     | Andrew Pozzi            | GBR  | 13,30000 |
| 8     | Aurel Manga             | FRA  | 13,38000 |

Finale: 5. August, 11:55 Uhr
Wind: −0,5 m/s

#### 400 m Hürden

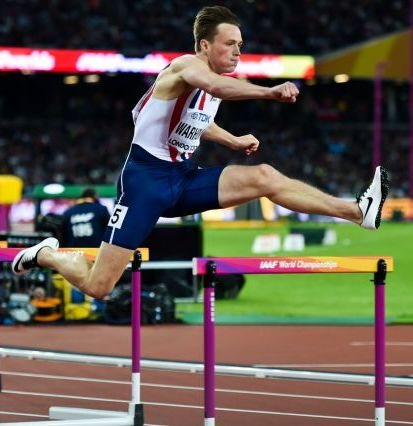
In einem Rennen der Superlative wurde Karsten Warholm Olympiasieger mit Weltrekord

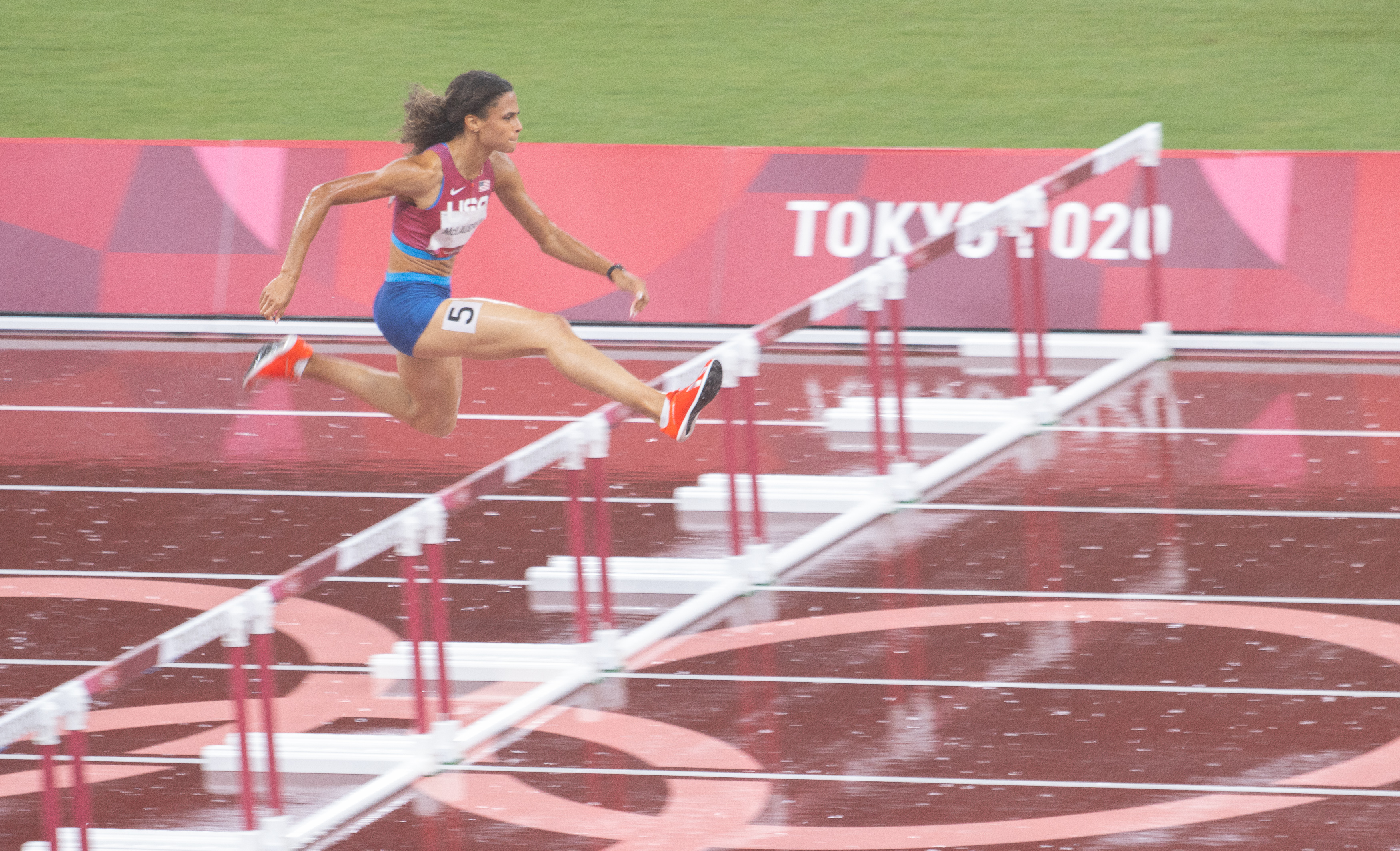
Sydney McLaughlin – Olympiasiegerin mit Weltrekord

| Platz | Athlet             | Land | Zeit (s) |
| ----- | ------------------ | ---- | -------- |
| 1     | Karsten Warholm    | NOR  | 45,94 WR |
| 2     | Rai Benjamin       | USA  | 46,17 AM |
| 3     | Alison dos Santos  | BRA  | 46,72 SR |
| 4     | Kyron McMaster     | IVB  | 47,08 NR |
| 5     | Abderrahman Samba  | QAT  | 47,12 SB |
| 6     | Yasmani Copello    | TUR  | 47,81 NR |
| 7     | Rasmus Mägi        | EST  | 48,11 NR |
| 8     | Alessandro Sibilio | ITA  | 48,77000 |

Finale: 3. August, 12:20 Uhr

#### 3000 m Hindernis

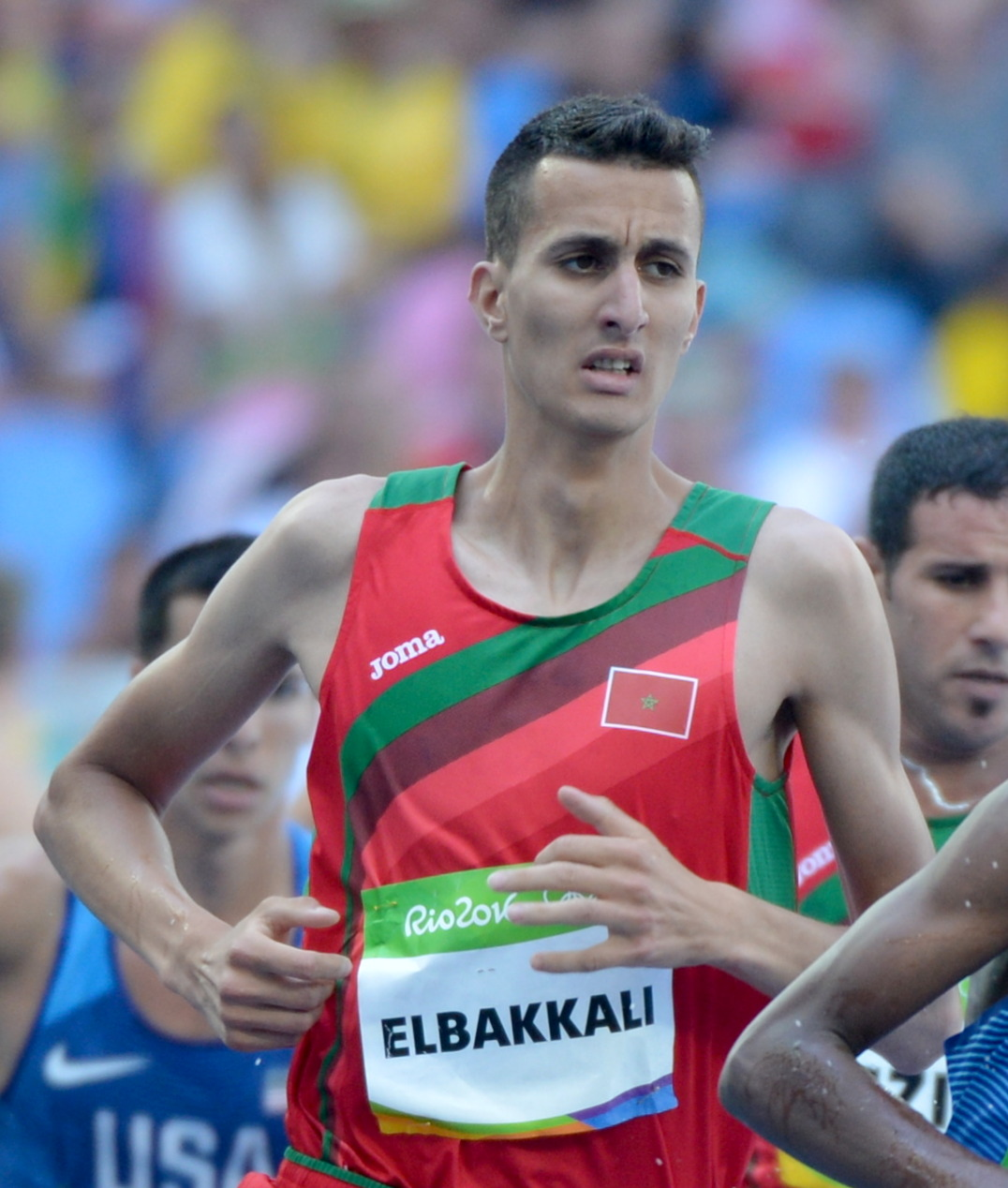
Mit seinem Sieg durchbrach Soufiane el-Bakkali die jahrzehntelange Serie kenianischer Gewinne

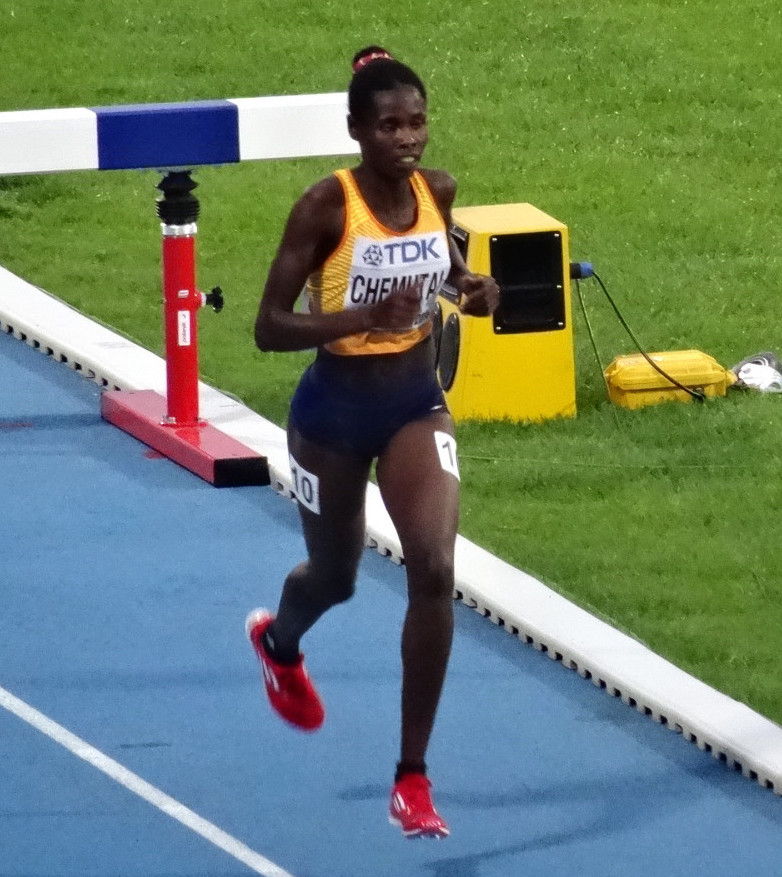
Überraschungsolympiasiegerin Peruth Chemuta

| Platz | Athlet               | Land | Zeit (min) |
| ----- | -------------------- | ---- | ---------- |
| 1     | Soufiane el-Bakkali  | MAR  | 8:08,90    |
| 2     | Lamecha Girma        | ETH  | 8:10,38    |
| 3     | Benjamin Kigen       | KEN  | 8:11,45    |
| 4     | Getnet Wale          | ETH  | 8:14,97    |
| 5     | Yemane Haileselassie | ERI  | 8:15,34    |
| 6     | Matthew Hughes       | CAN  | 8:16,03    |
| 7     | Ryūji Miura          | JPN  | 8:16,90    |
| 8     | Topi Raitanen        | FIN  | 8:17,44    |

Finale: 2. August, 21:15 Uhr

#### 4 × 100 m Staffel
| Platz | Land           | Athlet                                                              | Zeit (s)                         |
| ----- | -------------- | ------------------------------------------------------------------- | -------------------------------- |
| 1     | Italien        | Lorenzo Patta Marcell Jacobs Eseosa Desalu Filippo Tortu            | 37,50 NR0                        |
| 2     | Kanada         | Aaron Brown Jerome Blake Brendon Rodney Andre De Grasse             | 37,70 SB0                        |
| 3     | China          | Tang Xingqiang Xie Zhenye Su Bingtian Wu Zhiqiang                   | 37,79 NRe                        |
| 4     | Jamaika        | Jevaughn Minzie Julian Forte Yohan Blake Oblique Seville            | 37,840000                        |
| 5     | Deutschland    | Julian Reus Joshua Hartmann Deniz Almas Lucas Ansah-Peprah          | 38,120000                        |
| DNF   | Japan          | Shūhei Tada Ryōta Yamagata Yoshihide Kiryū Yūki Koike               |                                  |
| DSQ   | Ghana          | Sean Safo-Antwi Benjamin Azamati Emmanuel Yeboah Joseph Paul Amoah  | IWR 163, TR17.3.1 Bahnübertreten |
| DOP   | Großbritannien | Chijindu Ujah Zharnel Hughes Richard Kilty Nethaneel Mitchell-Blake |                                  |

Finale: 6. August, 22:50 Uhr
In diesem Wettbewerb gab es einen Dopingfall:

Der Brite Chijindu Ujah wurde positiv auf SARMS getestet. Die Substanz ähnelt in ihrer Wirkung anabolen und androgenen Steroiden, ihr Einsatz stellt einen Verstoß gegen die Antidopingbestimmungen dar. Neben seinem Resultat über 100 Meter – dort war er im Halbfinale ausgeschieden – wurde auch das mit der 4-mal-100-Meter-Staffel erzielte Ergebnis annulliert. So mussten alle Staffelmitglieder ihre zunächst errungenen Staffelsilbermedaillen zurückgeben.

#### 4 × 400 m Staffel
| Platz | Land                | Athlet | Zeit (min) |
| ----- | ------------------- | --- | ---------- |
| 1     | USA                 | Michael Cherry (Finale) Michael Norman (Finale) Bryce Deadmon Rai Benjamin (Finale) im Vorlauf außerdem: Trevor Stewart Randolph Ross Vernon Norwood | 2:55,70 SB |
| 2     | Niederlande         | Liemarvin Bonevacia (Finale) Terrence Agard Tony van Diepen Ramsey Angela im Vorlauf außerdem: Jochem Dobber                                         | 2:57,18 NR |
| 3     | Botswana            | Isaac Makwala Baboloki Thebe Zibane Ngozi Bayapo Ndori                                                                                               | 2:57,27 AF |
| 4     | Belgien             | Alexander Doom Jonathan Sacoor Dylan Borlée Kevin Borlée                                                                                             | 2:57,88 NR |
| 5     | Polen               | Dariusz Kowaluk Karol Zalewski Mateusz Rzeźniczak (Finale) Kajetan Duszyński im Vorlauf außerdem: Jakub Krzewina                                     | 2:58,46 SB |
| 6     | Jamaika             | Demish Gaye Christopher Taylor (Finale) Jaheel Hyde Nathon Allen im Vorlauf außerdem: Karayme Bartley                                                | 2:58,76 SB |
| 7     | Italien             | Davide Re Vladimir Aceti Edoardo Scotti Alessandro Sibilio                                                                                           | 2:58,81 NR |
| 8     | Trinidad und Tobago | Deon Lendore Jereem Richards Dwight St. Hillaire Machel Cedenio                                                                                      | 3:00,05000 |

Finale: 7. August, 21:50 Uhr

#### 20 km Gehen

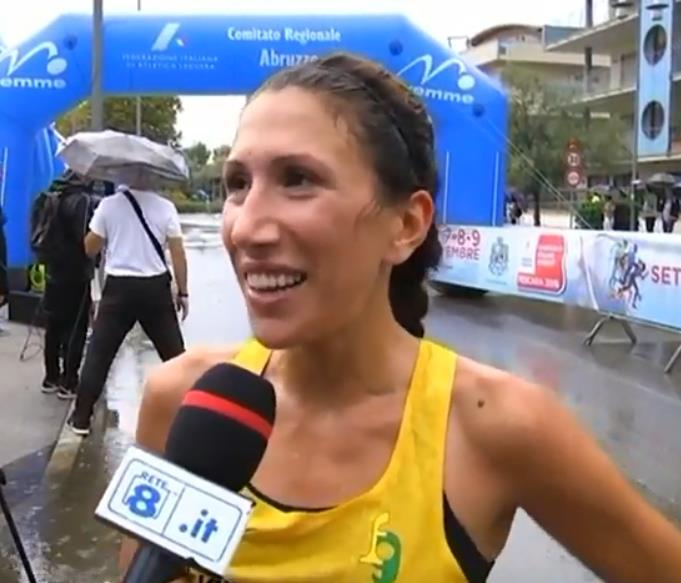
Olympiasiegerin Antonella Palmisano

| Platz | Athlet              | Land | Zeit (h) |
| ----- | ------------------- | ---- | -------- |
| 1     | Massimo Stano       | ITA  | 1:21:05  |
| 2     | Kōki Ikeda          | JPN  | 1:21:14  |
| 3     | Toshikazu Yamanishi | JPN  | 1:21:28  |
| 4     | Álvaro Martín       | ESP  | 1:21:46  |
| 5     | Christopher Linke   | GER  | 1:21:50  |
| 6     | Diego García        | ESP  | 1:21:57  |
| 7     | Wang Kaihua         | CHN  | 1:22:03  |
| 8     | Zhang Jun           | CHN  | 1:22:16  |

Datum: 5. August, 16:30 Uhr

#### 50 km Gehen

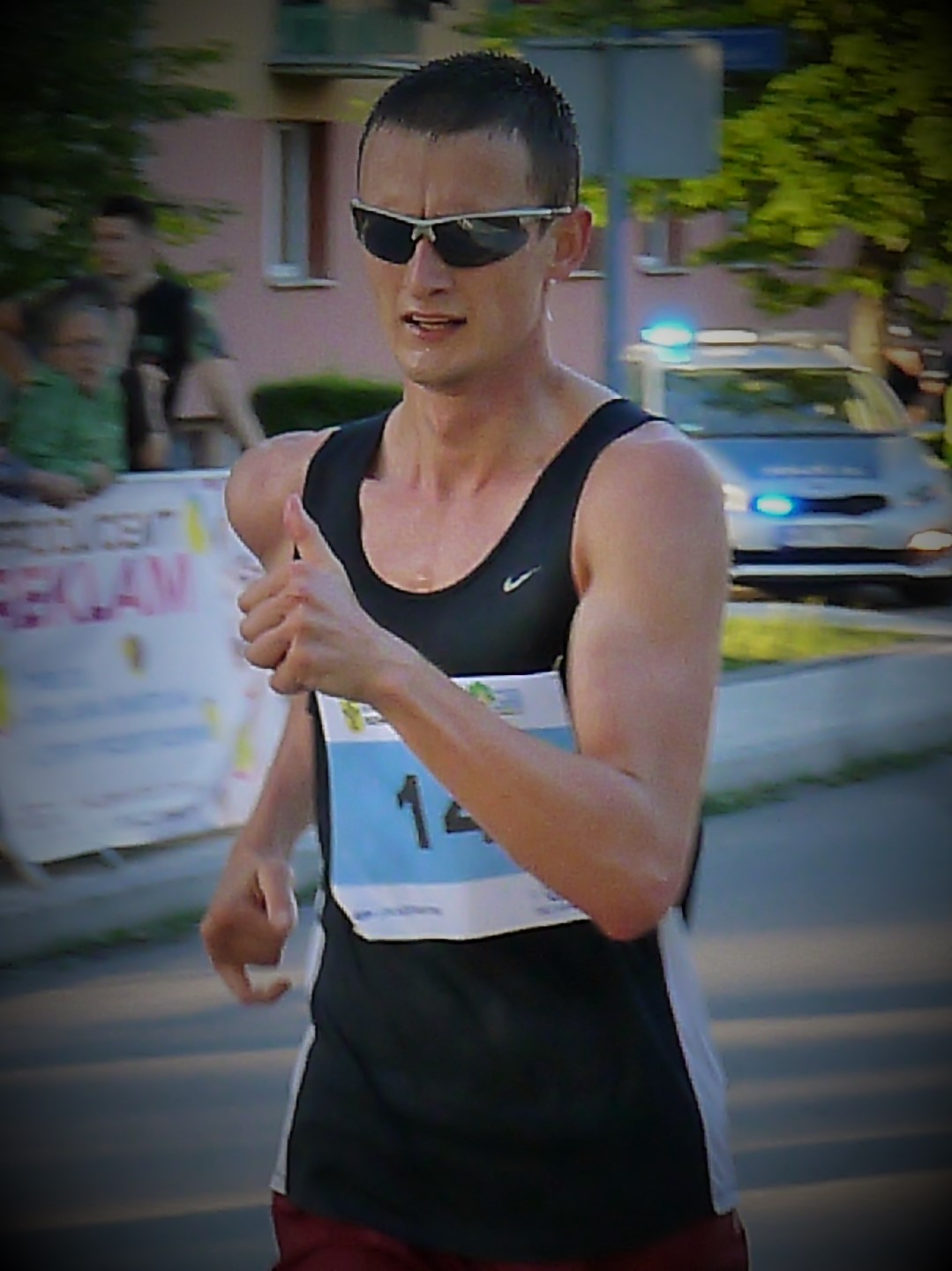
Gold für den Außenseiter Dawid Tomala

| Platz | Athlet           | Land | Zeit (h)   |
| ----- | ---------------- | ---- | ---------- |
| 1     | Dawid Tomala     | POL  | 3:50:08000 |
| 2     | Jonathan Hilbert | GER  | 3:50:44000 |
| 3     | Evan Dunfee      | CAN  | 3:50:59 SB |
| 4     | Marc Tur         | ESP  | 3:51:08000 |
| 5     | João Vieira      | POR  | 3:51:28 SB |
| 6     | Masatora Kawano  | JPN  | 3:51:56 SB |
| 7     | Bian Tongda      | CHN  | 3:52:01000 |
| 8     | Rhydian Cowley   | AUS  | 3:52:01000 |

Datum: 6. August, 5:30 Uhr

#### Hochsprung

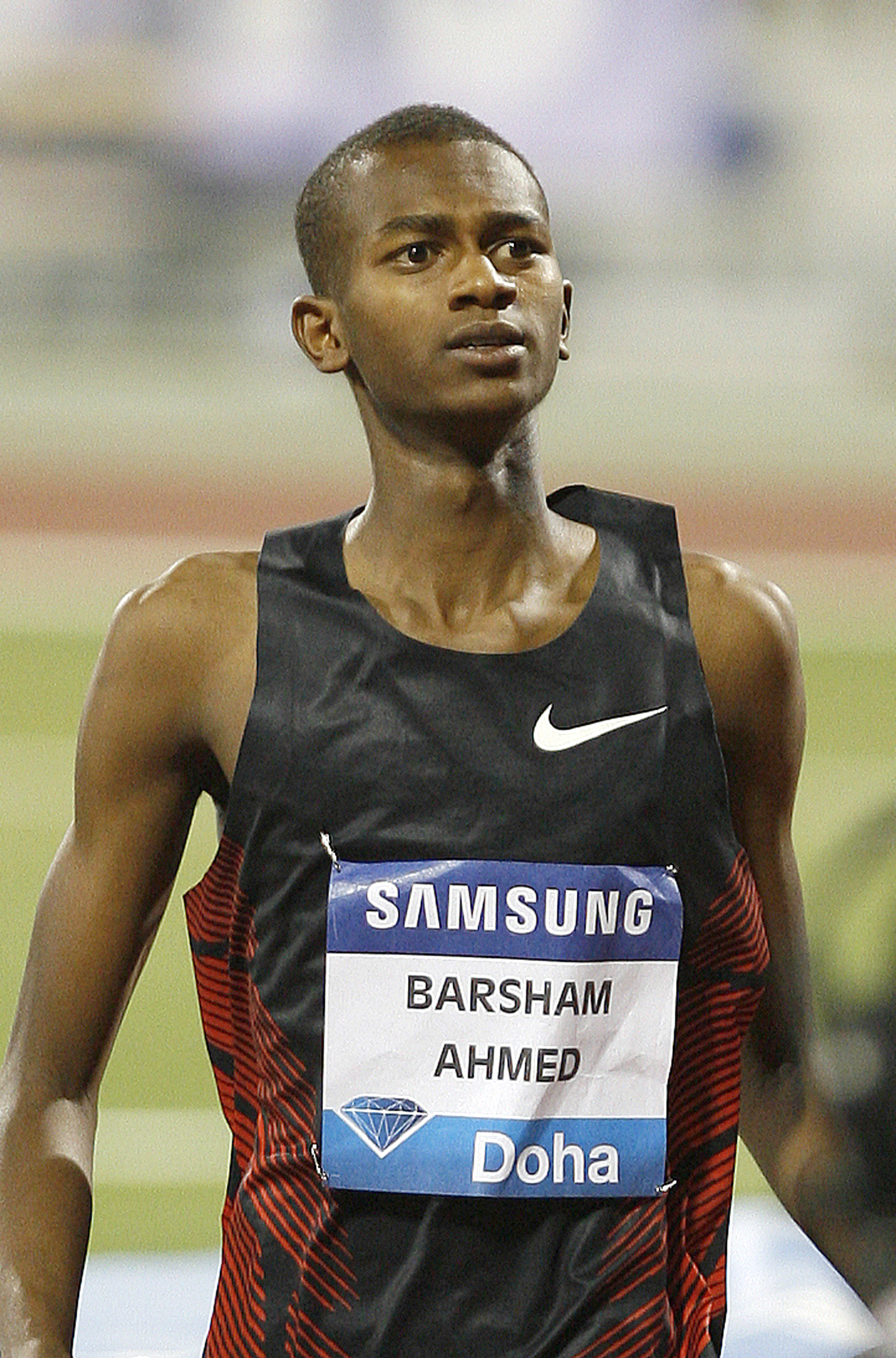
Mutaz Essa Barshim war einer von zwei Olympiasiegern im Hochsprung
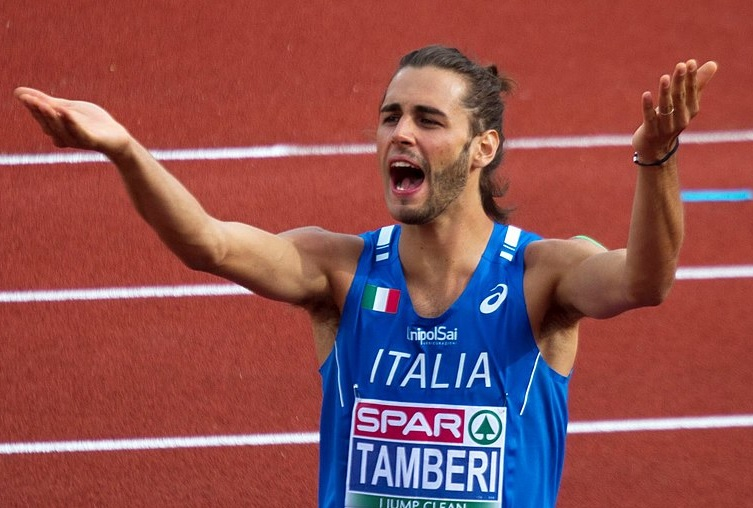
Der zweite Goldmedaillengewinner Gianmarco Tamberi

| Platz | Athlet             | Land | Höhe (m) |
| ----- | ------------------ | ---- | -------- |
| 1     | Mutaz Essa Barshim | QAT  | 2,37 SB0 |
| 1     | Gianmarco Tamberi  | ITA  | 2,37 SB0 |
| 3     | Maksim Nedassekau  | BLR  | 2,37 NRe |
| 4     | Woo Sang-hyeok     | KOR  | 2,35 NR0 |
| 5     | Brandon Starc      | AUS  | 2,35 SB0 |
| 6     | Michail Akimenko   | ROC  | 2,33 SB0 |
| 7     | JuVaughn Harrison  | USA  | 2,330000 |
| 8     | Django Lovett      | CAN  | 2,300000 |

Finale: 1. August, 19:11 Uhr

#### Stabhochsprung

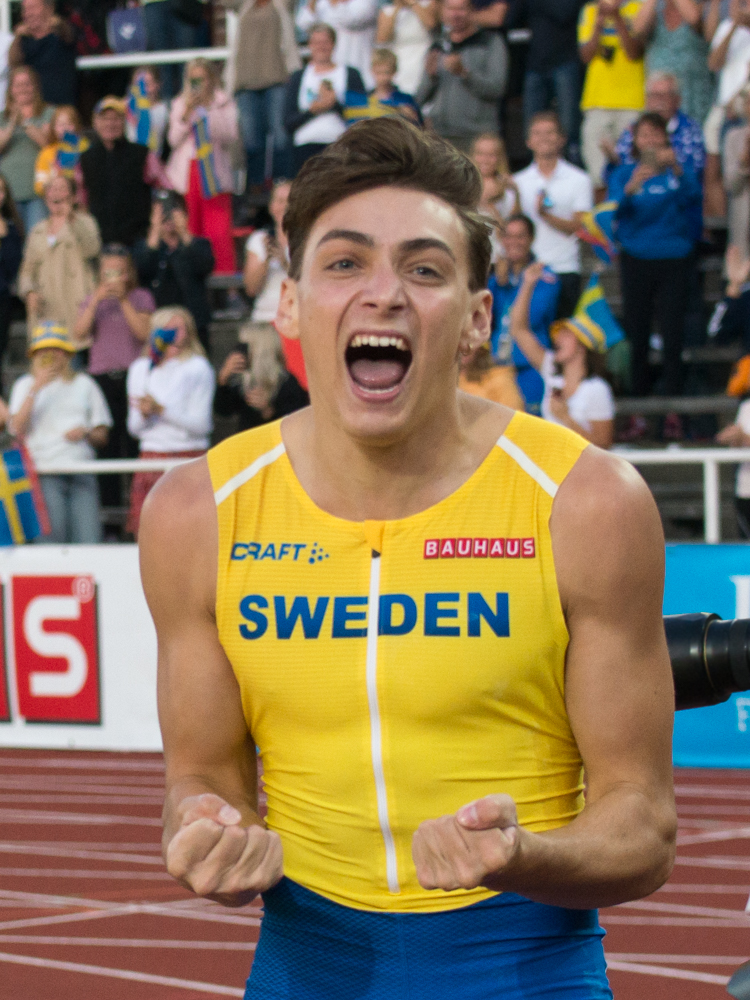
Topfavorit Armand Duplantis gewann Gold mit dem einzigen 6-m-Sprung dieser Konkurrenz

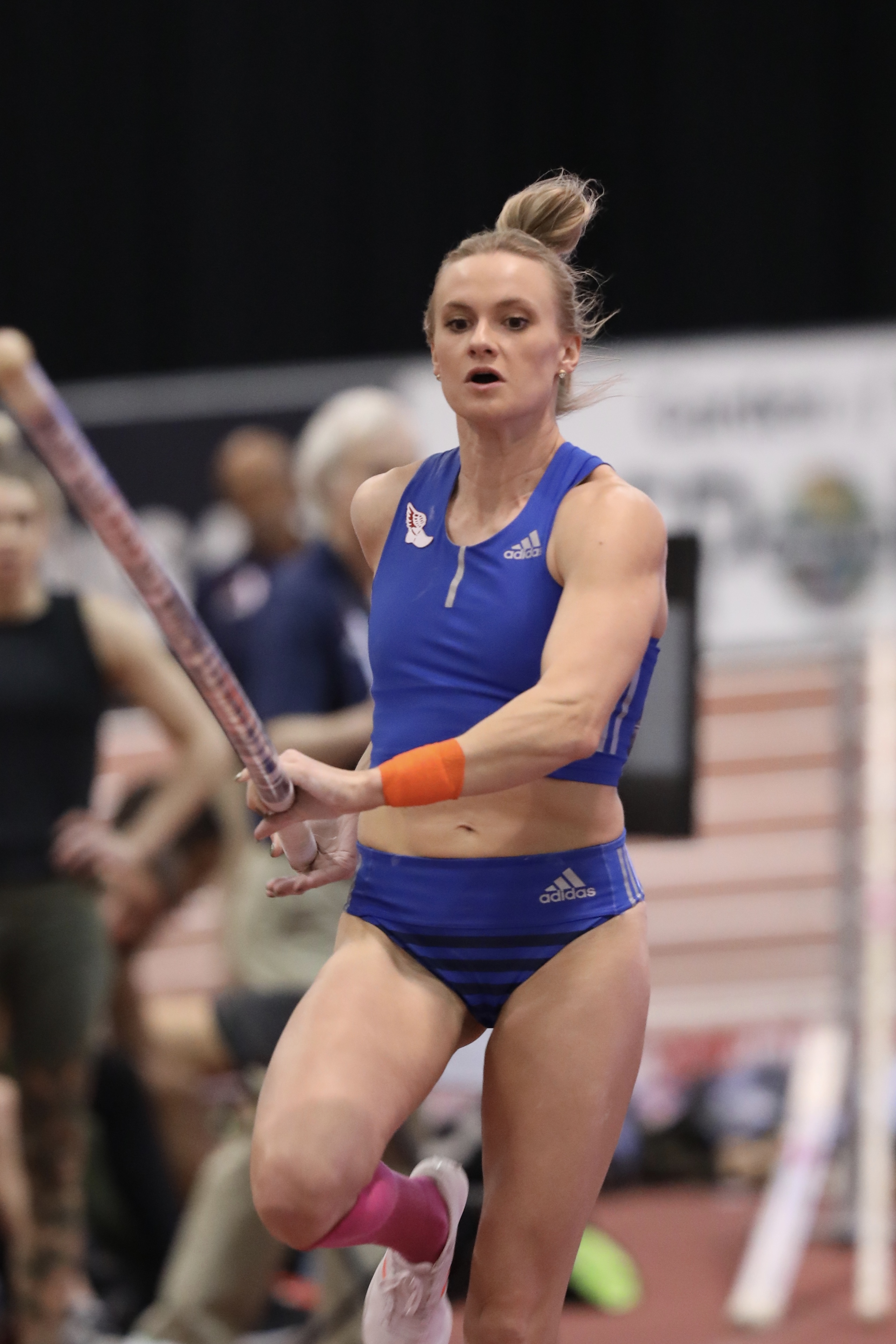
Katie Nageotte – Olympiasiegerin mit 4,90 m

| Platz | Athlet             | Land | Höhe (m) |
| ----- | ------------------ | ---- | -------- |
| 1     | Armand Duplantis   | SWE  | 6,02000  |
| 2     | Christopher Nilsen | USA  | 5,97 PB  |
| 3     | Thiago Braz        | BRA  | 5,87 SB  |
| 4     | Emmanouil Karalis  | GRE  | 5,80 PB  |
| 4     | KC Lightfoot       | USA  | 5,80000  |
| 6     | Piotr Lisek        | POL  | 5,80000  |
| 7     | Harry Coppell      | GBR  | 5,80 SB  |
| 8     | Renaud Lavillenie  | FRA  | 5,70000  |

Finale: 3. August, 19:24 Uhr

#### Weitsprung

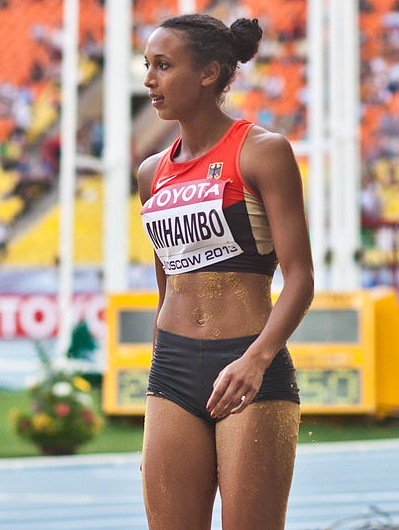
In ihrem letzten Versuch sprang Malaika Mihambo zu olympischem Gold

| Platz | Athlet                 | Land | Weite (m) |
| ----- | ---------------------- | ---- | --------- |
| 1     | Miltiadis Tendoglou    | GRE  | 8,41000   |
| 2     | Juan Miguel Echevarría | CUB  | 8,41000   |
| 3     | Maykel Massó           | CUB  | 8,21000   |
| 4     | Eusebio Cáceres        | ESP  | 8,18 SB   |
| 5     | JuVaughn Harrison      | USA  | 8,15000   |
| 6     | Yūki Hashioka          | JPN  | 8,10000   |
| 7     | Thobias Montler        | SWE  | 8,08000   |
| 8     | Filippo Randazzo       | ITA  | 7,99000   |

Finale: 2. August, 10:20 Uhr

#### Dreisprung

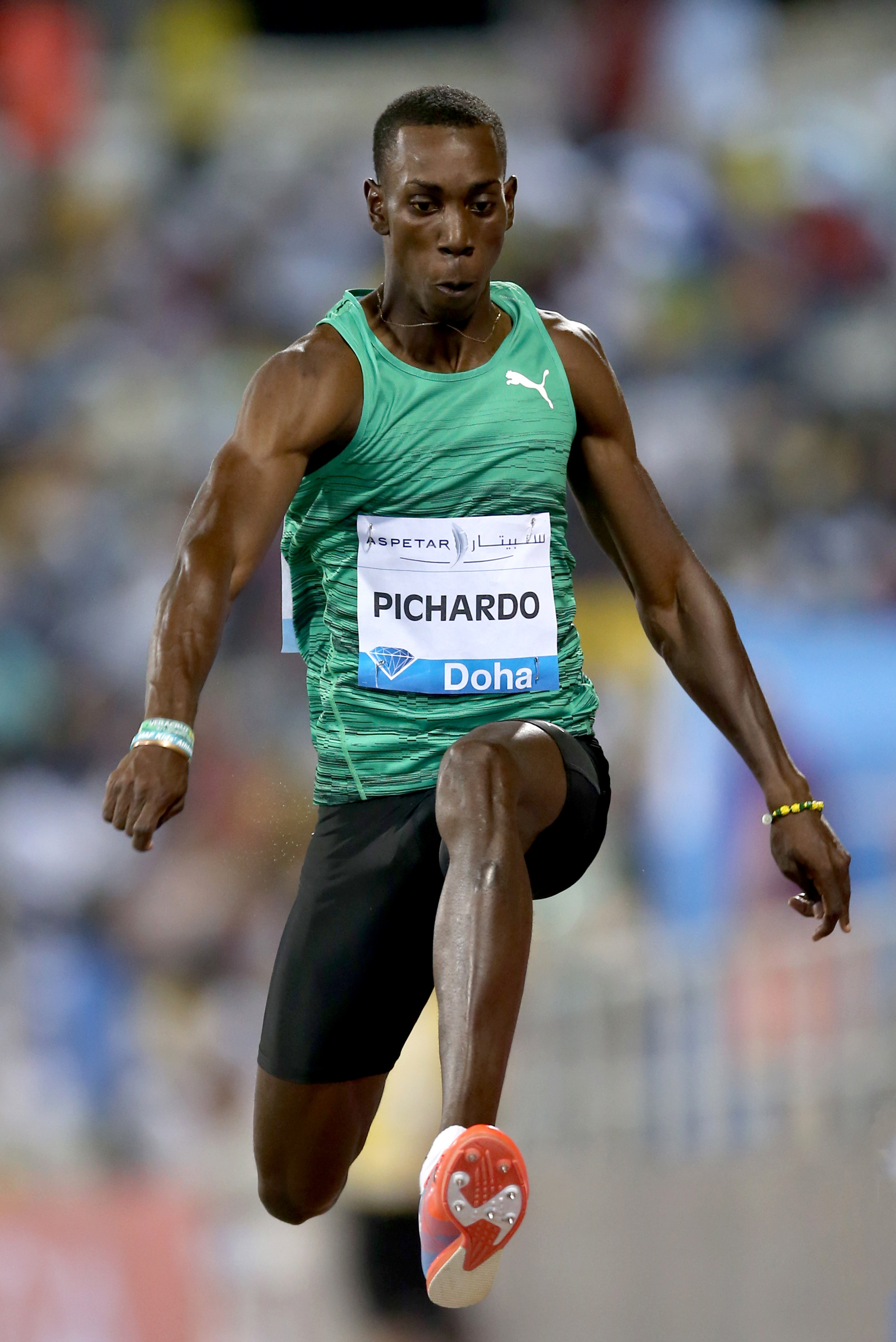
Pedro Pablo Pichardo – Olympiasieger mit fast achtzehn Metern

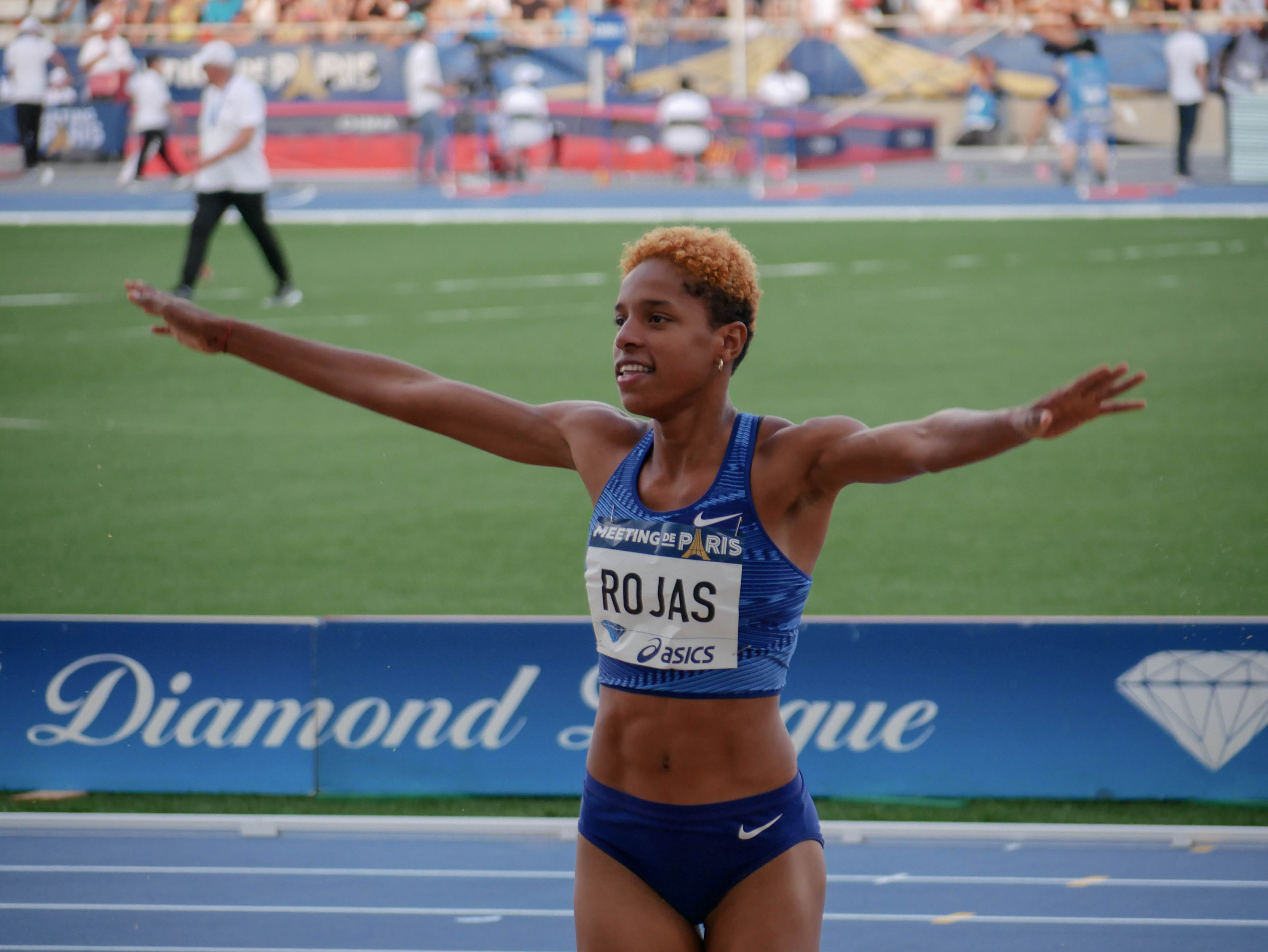
Yulimar Rojas – Olympiasiegerin mit Weltrekord

| Platz | Athlet               | Land | Weite (m) |
| ----- | -------------------- | ---- | --------- |
| 1     | Pedro Pablo Pichardo | POR  | 17,98 NR  |
| 2     | Zhu Yaming           | CHN  | 17,57 PB  |
| 3     | Hugues Fabrice Zango | BUR  | 17,47000  |
| 4     | Will Claye           | USA  | 17,44 SB  |
| 5     | Yasser Triki         | ALG  | 17,43 NR  |
| 6     | Necati Er            | TUR  | 17,25 SB  |
| 7     | Donald Scott         | USA  | 17,18 SB  |
| 8     | Fang Yaoqing         | CHN  | 17,01000  |

Finale: 5. August, 11:00 Uhr

#### Kugelstoßen

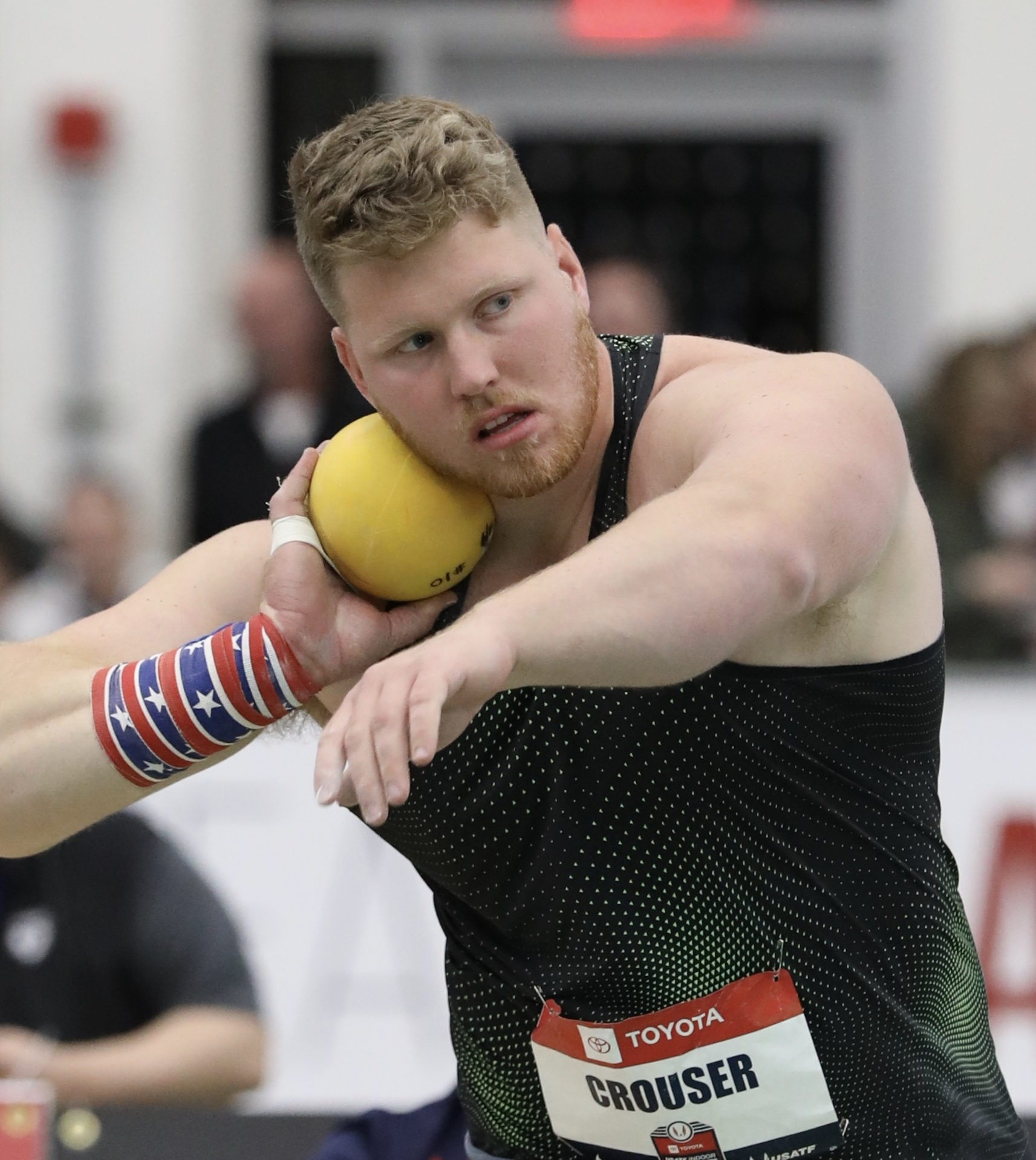
Ryan Crouser siegte mit dem ersten Stoß bei Olympischen Spielen jenseits von 23 Metern

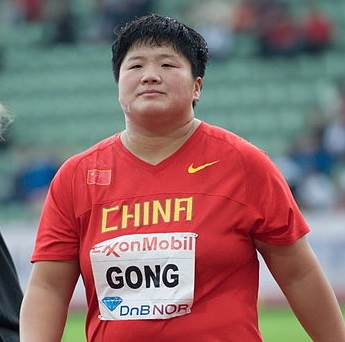
Olympiasiegerin wurde die zweifache Weltmeisterin (2017/2019) Gong Lijiao

| Platz | Athlet             | Land | Weite (m) |
| ----- | ------------------ | ---- | --------- |
| 1     | Ryan Crouser       | USA  | 23,30 OR  |
| 2     | Joe Kovacs         | USA  | 22,65000  |
| 3     | Tomas Walsh        | NZL  | 22,47 SB  |
| 4     | Darlan Romani      | BRA  | 21,88 SB  |
| 5     | Zane Weir          | ITA  | 21,41 PB  |
| 6     | Kyle Blignaut      | RSA  | 21,00000  |
| 7     | Armin Sinančević   | SRB  | 20,89000  |
| 8     | Mostafa Amr Hassan | EGY  | 20,73000  |

Finale: 5. August, 11:06 Uhr

#### Diskuswurf

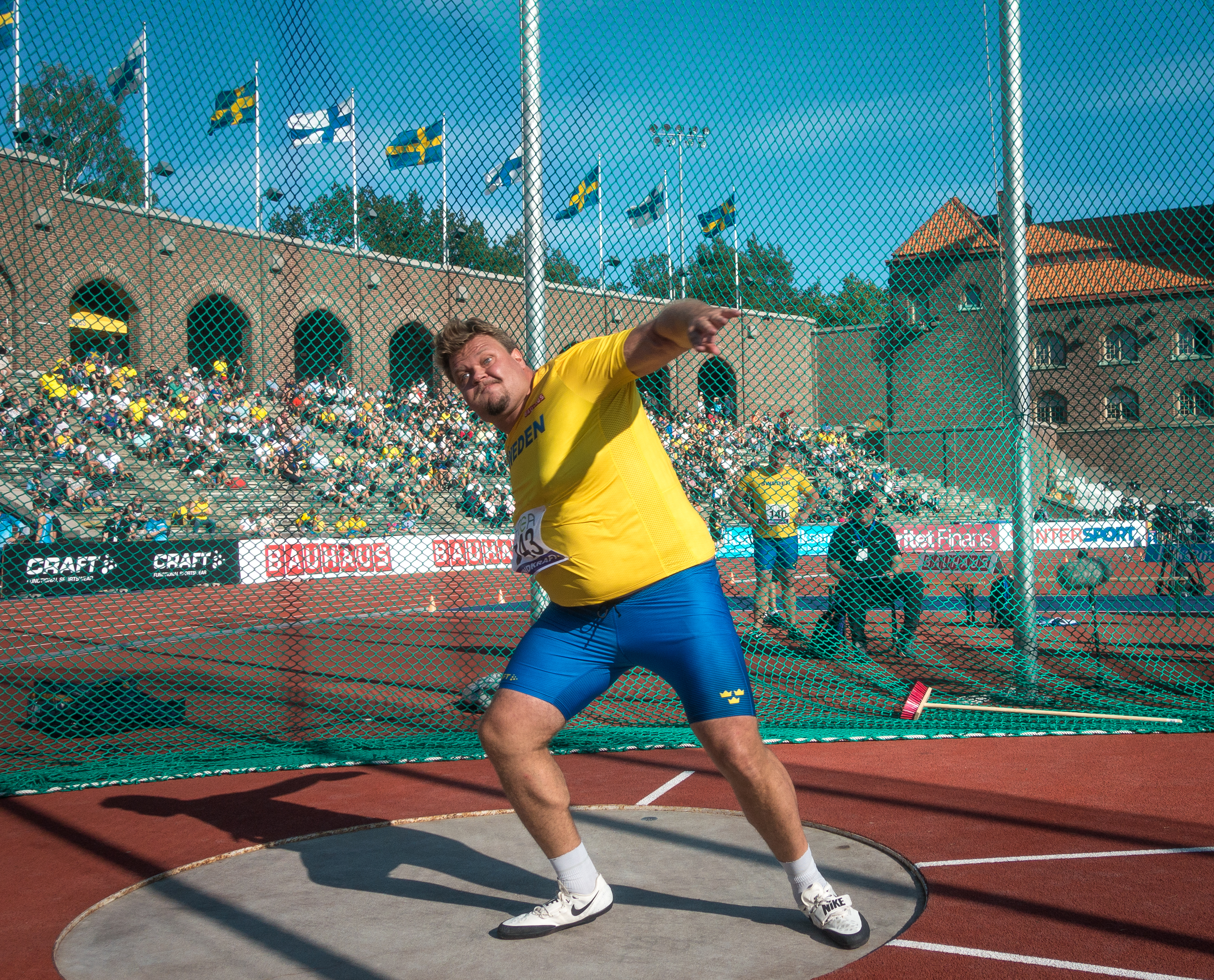
Olympiasieger wurde der amtierende Weltmeister Daniel Ståhl

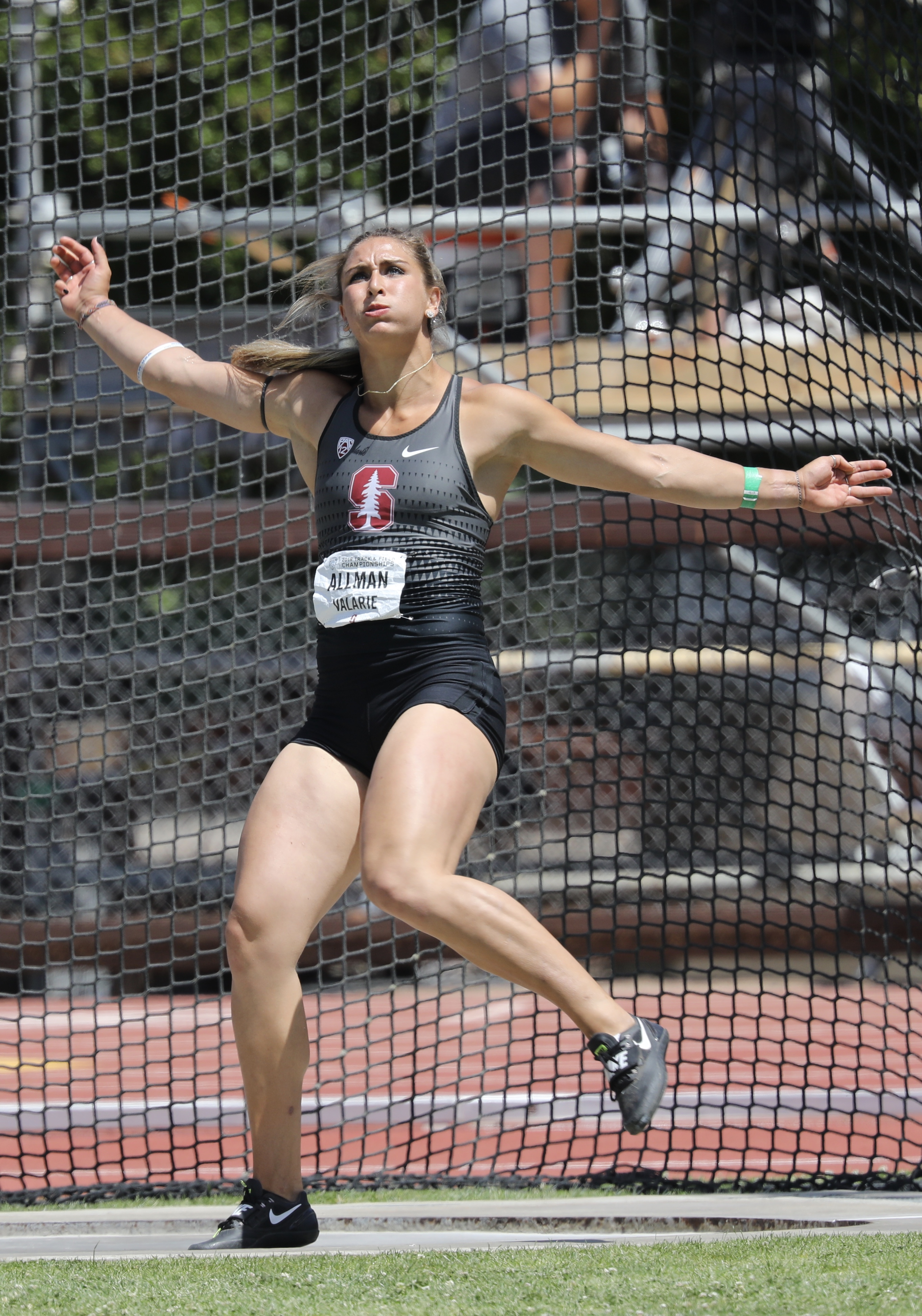
Valarie Allman wurde Olympiasiegerin

| Platz | Athlet              | Land | Weite (m) |
| ----- | ------------------- | ---- | --------- |
| 1     | Daniel Ståhl        | SWE  | 68,90000  |
| 2     | Simon Pettersson    | SWE  | 67,39000  |
| 3     | Lukas Weißhaidinger | AUT  | 67,07000  |
| 4     | Matthew Denny       | AUS  | 67,02 PB  |
| 5     | Kristjan Čeh        | SLO  | 66,62000  |
| 6     | Andrius Gudžius     | LTU  | 64,11000  |
| 7     | Mauricio Ortega     | COL  | 64,08000  |
| 8     | Sam Mattis          | USA  | 63,88 SB  |

Finale: 31. Juli, 20:15 Uhr

#### Hammerwurf

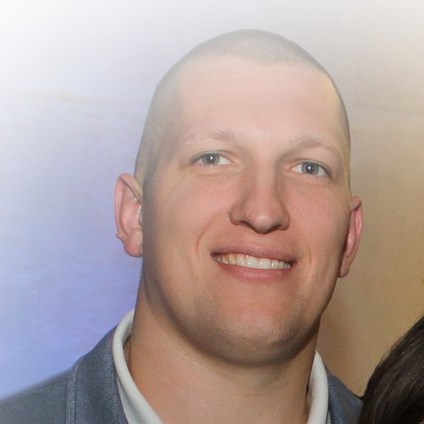
Nach mehreren Bronzemedaillen bei Weltmeisterschaften und Olympiabronze 2016 gewann Wojciech Nowicki nun olympisches Gold

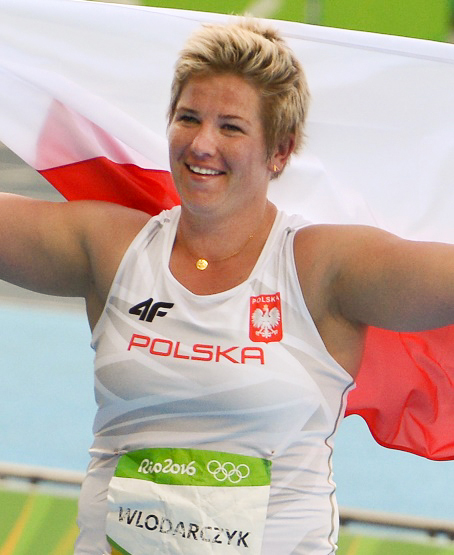
Dritter Olympiasieg in Folge für Anita Włodarczyk

| Platz | Athlet           | Land | Weite (m) |
| ----- | ---------------- | ---- | --------- |
| 1     | Wojciech Nowicki | POL  | 82,52 PB  |
| 2     | Eivind Henriksen | NOR  | 81,58 NR  |
| 3     | Paweł Fajdek     | POL  | 81,53000  |
| 4     | Mychajlo Kochan  | UKR  | 80,39000  |
| 5     | Quentin Bigot    | FRA  | 79,39000  |
| 6     | Nick Miller      | GBR  | 78,15 SB  |
| 7     | Rudy Winkler     | USA  | 77,08000  |
| 8     | Waleri Pronkin   | ROC  | 76,72000  |

Finale: 4. August, 20:15 Uhr

#### Speerwurf

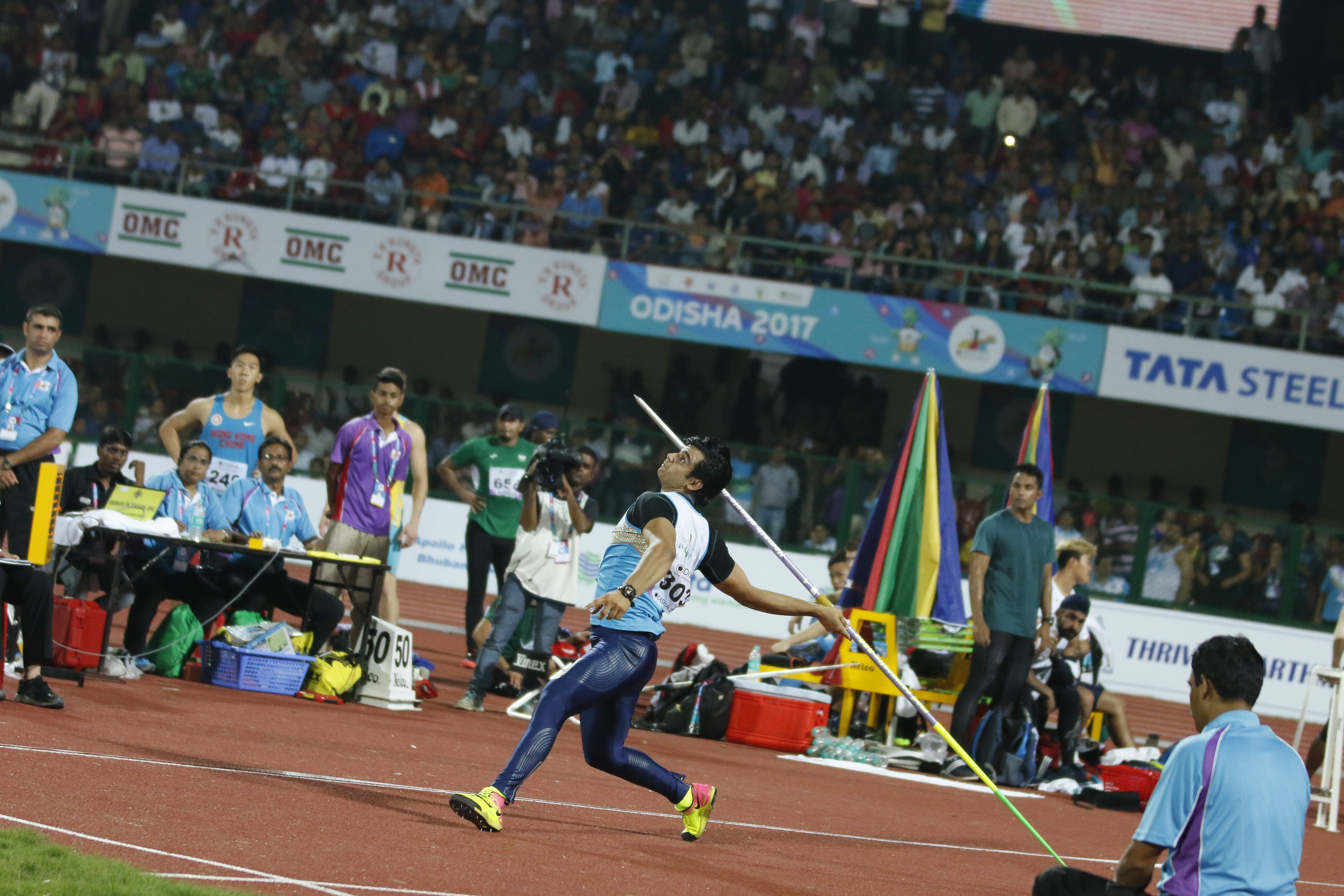
Neeraj Chopra – Überraschungsolympiasieger
im Speerwurf

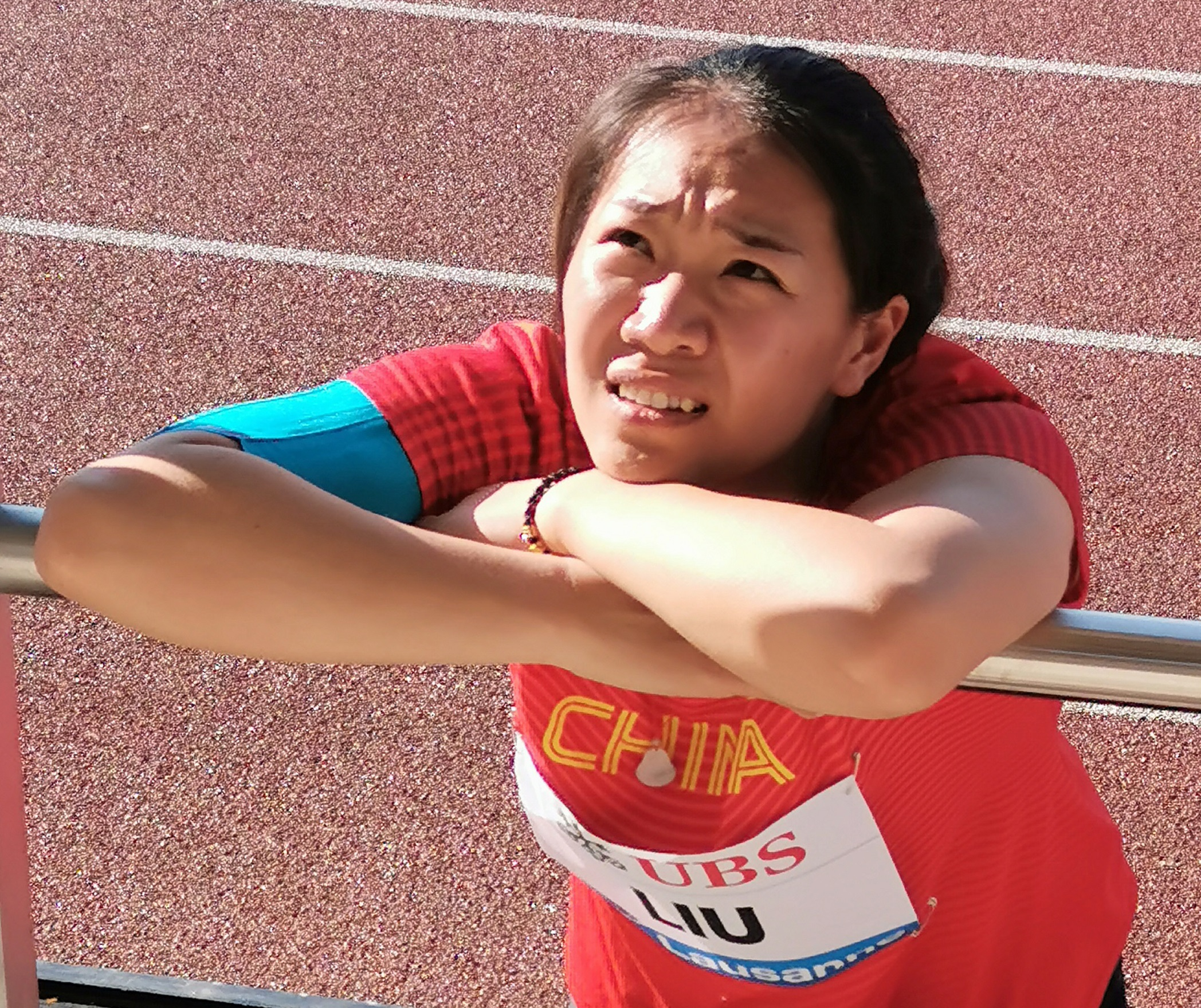
Gold für Liu Shiying

| Platz | Athlet            | Land | Weite (m) |
| ----- | ----------------- | ---- | --------- |
| 1     | Neeraj Chopra     | IND  | 87,58000  |
| 2     | Jakub Vadlejch    | CZE  | 86,67 SB  |
| 3     | Vítězslav Veselý  | CZE  | 85,44 SB  |
| 4     | Julian Weber      | GER  | 85,30 SB  |
| 5     | Arshad Nadeem     | PAK  | 84,62000  |
| 6     | Aljaksej Katkawez | BLR  | 83,71000  |
| 7     | Andrian Mardare   | MDA  | 83,30000  |
| 8     | Lassi Etelätalo   | FIN  | 83,28000  |

Finale: 7. August, 20:00 Uhr

#### Zehnkampf

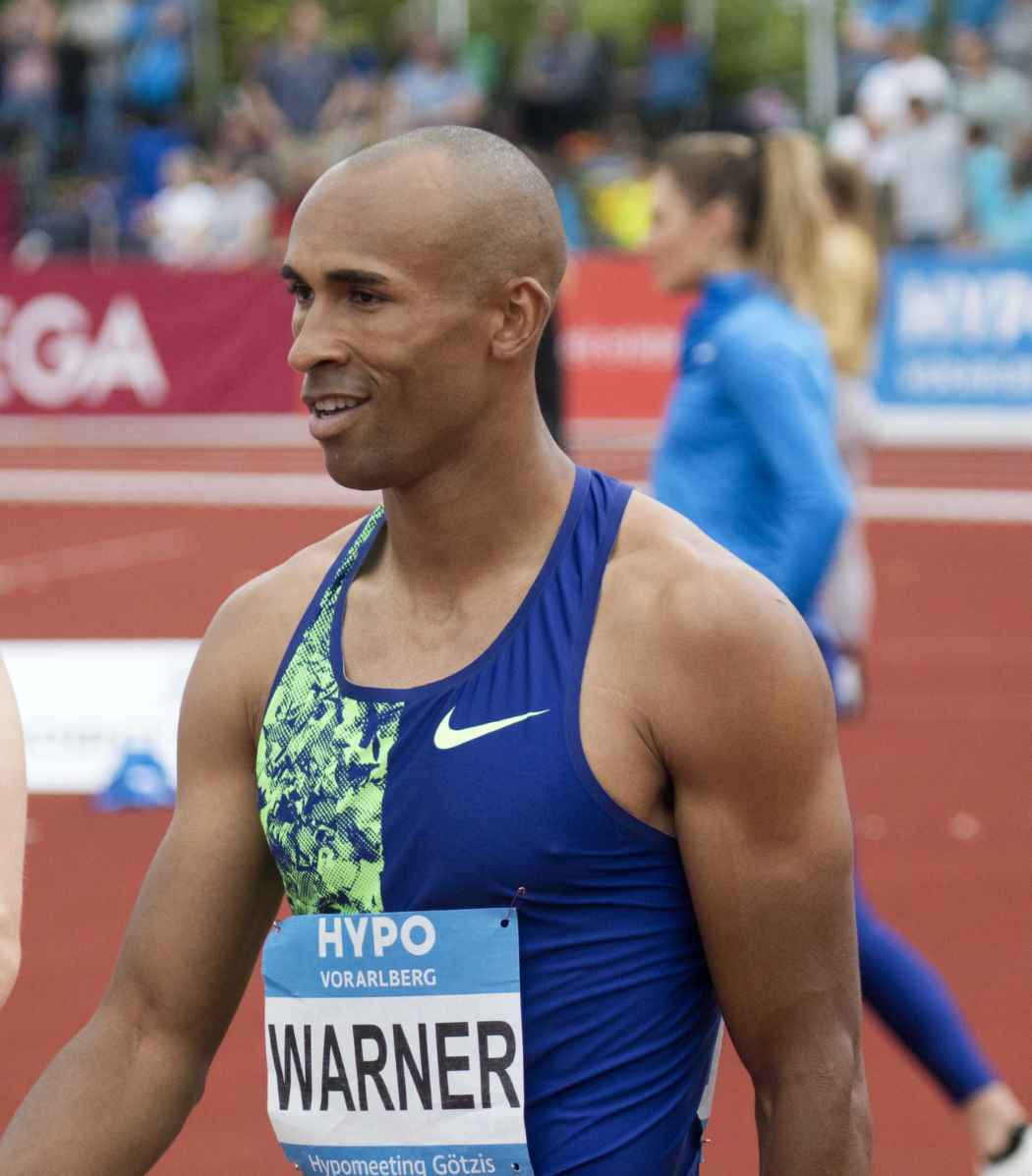
Damian Warner übertraf bei seinem Olympiasieg die Marke von 9000 Punkten

| Platz | Athlet           | Land | Punkte     |
| ----- | ---------------- | ---- | ---------- |
| 1     | Damian Warner    | CAN  | 9018 OR/NR |
| 2     | Kevin Mayer      | FRA  | 8726 SB    |
| 3     | Ashley Moloney   | AUS  | 8649 OZ    |
| 4     | Garret Scantling | USA  | 8611       |
| 5     | Pierce Lepage    | CAN  | 8604 PB    |
| 6     | Zach Ziemek      | USA  | 8435       |
| 7     | Lindon Victor    | GRN  | 8414 SB    |
| 8     | Ilja Schkurenjow | ROC  | 8413 SB    |

Datum: 4./5. August

### Frauen

#### 100 m
| Platz | Athletin                | Land | Zeit (s) |
| ----- | ----------------------- | ---- | -------- |
| 1     | Elaine Thompson-Herah   | JAM  | 10,61 OR |
| 2     | Shelly-Ann Fraser-Pryce | JAM  | 10,74000 |
| 3     | Shericka Jackson        | JAM  | 10,76 PB |
| 4     | Marie-Josée Ta Lou      | CIV  | 10,91000 |
| 5     | Ajla Del Ponte          | SUI  | 10,97000 |
| 6     | Mujinga Kambundji       | SUI  | 10,99000 |
| 7     | Teahna Daniels          | USA  | 11,02000 |
| 8     | Daryll Neita            | GBR  | 11,12000 |

Finale: 31. Juli, 21:50 Uhr
Wind: −0,6 m/s

#### 200 m
| Platz | Athletin                | Land | Zeit (s) |
| ----- | ----------------------- | ---- | -------- |
| 1     | Elaine Thompson-Herah   | JAM  | 21,53 NR |
| 2     | Christine Mboma         | NAM  | 21,81000 |
| 3     | Gabrielle Thomas        | USA  | 21,87000 |
| 4     | Shelly-Ann Fraser-Pryce | JAM  | 21,94000 |
| 5     | Marie-Josée Ta Lou      | CIV  | 22,27000 |
| 6     | Beatrice Masilingi      | NAM  | 22,28 PB |
| 7     | Mujinga Kambundji       | SUI  | 22,30000 |
| 8     | Shaunae Miller-Uibo     | BAH  | 24,00000 |

Finale: 3. August, 21:50 Uhr
Wind: +0,8 m/s

#### 400 m
- Mit neuem Amerikarekord wiederholte
Shaunae Miller-Uibo ihren Sieg von 2016

| Platz | Athletin                | Land | Zeit (s) |
| ----- | ----------------------- | ---- | -------- |
| 1     | Shaunae Miller-Uibo     | BAH  | 48,36 AM |
| 2     | Marileidy Paulino       | DOM  | 49,20 NR |
| 3     | Allyson Felix           | USA  | 49,46 SB |
| 4     | Stephenie Ann McPherson | JAM  | 49,61000 |
| 5     | Candice McLeod          | JAM  | 49,87000 |
| 6     | Jodie Williams          | GBR  | 49,97 PB |
| 7     | Quanera Hayes           | USA  | 50,88000 |
| DNF   | Roxana Gómez            | CUB  |          |

Finale: 6. August, 21:35 Uhr

#### 800 m
| Platz | Athletin         | Land | Zeit (min) |
| ----- | ---------------- | ---- | ---------- |
| 1     | Athing Mu        | USA  | 1:55,21 NR |
| 2     | Keely Hodgkinson | GBR  | 1:55,88 NR |
| 3     | Raevyn Rogers    | USA  | 1:56,81 PB |
| 4     | Jemma Reekie     | GBR  | 1:56,90 PB |
| 5     | Wang Chunyu      | CHN  | 1:57,00 PB |
| 6     | Habitam Alemu    | ETH  | 1:57,56 SB |
| 7     | Alexandra Bell   | GBR  | 1:57,66 PB |
| 8     | Natoya Goule     | JAM  | 1:58,60000 |

Finale: 3. August, 21:25 Uhr

#### 1500 m
| Platz | Athletin                 | Land | Zeit (min) |
| ----- | ------------------------ | ---- | ---------- |
| 1     | Faith Kipyegon           | KEN  | 3:53,11 OR |
| 2     | Laura Muir               | GBR  | 3:54,50 NR |
| 3     | Sifan Hassan             | NED  | 3:55,86000 |
| 4     | Freweyni Gebreezibeher   | ETH  | 3:57,60000 |
| 5     | Gabriela DeBues-Stafford | CAN  | 3:58,93000 |
| 6     | Linden Hall              | AUS  | 3:59,01 PB |
| 7     | Winnie Nanyondo          | UGA  | 3:59,80 SB |
| 8     | Nozomi Tanaka            | JPN  | 3:59,95000 |

Finale: 6. August, 21:50 Uhr

#### 5000 m
| Platz | Athletin          | Land | Zeit (min)  |
| ----- | ----------------- | ---- | ----------- |
| 1     | Sifan Hassan      | NED  | 14:36,79000 |
| 2     | Hellen Obiri      | KEN  | 14:38,86000 |
| 3     | Gudaf Tsegay      | ETH  | 14:38,87000 |
| 4     | Agnes Jebet Tirop | KEN  | 14:39,62 SB |
| 5     | Ejgayehu Taye     | ETH  | 14:41,24000 |
| 6     | Senbere Teferi    | ETH  | 14:45,11000 |
| 7     | Nadia Battocletti | ITA  | 14:46,29 PB |
| 8     | Yasemin Can       | TUR  | 14:46,49000 |

Finale: 2. August, 21:40 Uhr

#### 10.000 m
| Platz | Athletin                | Land | Zeit (min)  |
| ----- | ----------------------- | ---- | ----------- |
| 1     | Sifan Hassan            | NED  | 29:55,32000 |
| 2     | Kalkidan Gezahegne      | BRN  | 29:56,18000 |
| 3     | Letesenbet Gidey        | ETH  | 30:01,72000 |
| 4     | Hellen Obiri            | KEN  | 30:24,27 PB |
| 5     | Francine Niyonsaba      | BUR  | 30:41,93 NR |
| 6     | Irene Cheptai           | KEN  | 30:44,00 PB |
| 7     | Ririka Hironaka         | JPN  | 31:00,71 PB |
| 8     | Konstanze Klosterhalfen | GER  | 31:01,97000 |

Datum: 7. August, 19:45 Uhr

#### Marathon
| Platz | Athletin           | Land | Zeit (h)   |
| ----- | ------------------ | ---- | ---------- |
| 1     | Peres Jepchirchir  | KEN  | 2:27:20 SB |
| 2     | Brigid Kosgei      | KEN  | 2:27:36 SB |
| 3     | Molly Seidel       | USA  | 2:27:46 SB |
| 4     | Roza Dereje        | ETH  | 2:28:38 SB |
| 5     | Wolha Masuronak    | BLR  | 2:29:06 SB |
| 6     | Melat Yisak Kejeta | GER  | 2:29:16 SB |
| 7     | Eunice Chumba      | BRN  | 2:29:36000 |
| 8     | Mao Ichiyama       | JPN  | 2:30:13000 |

Datum: 7. August, 6:00 Uhr

#### 100 m Hürden

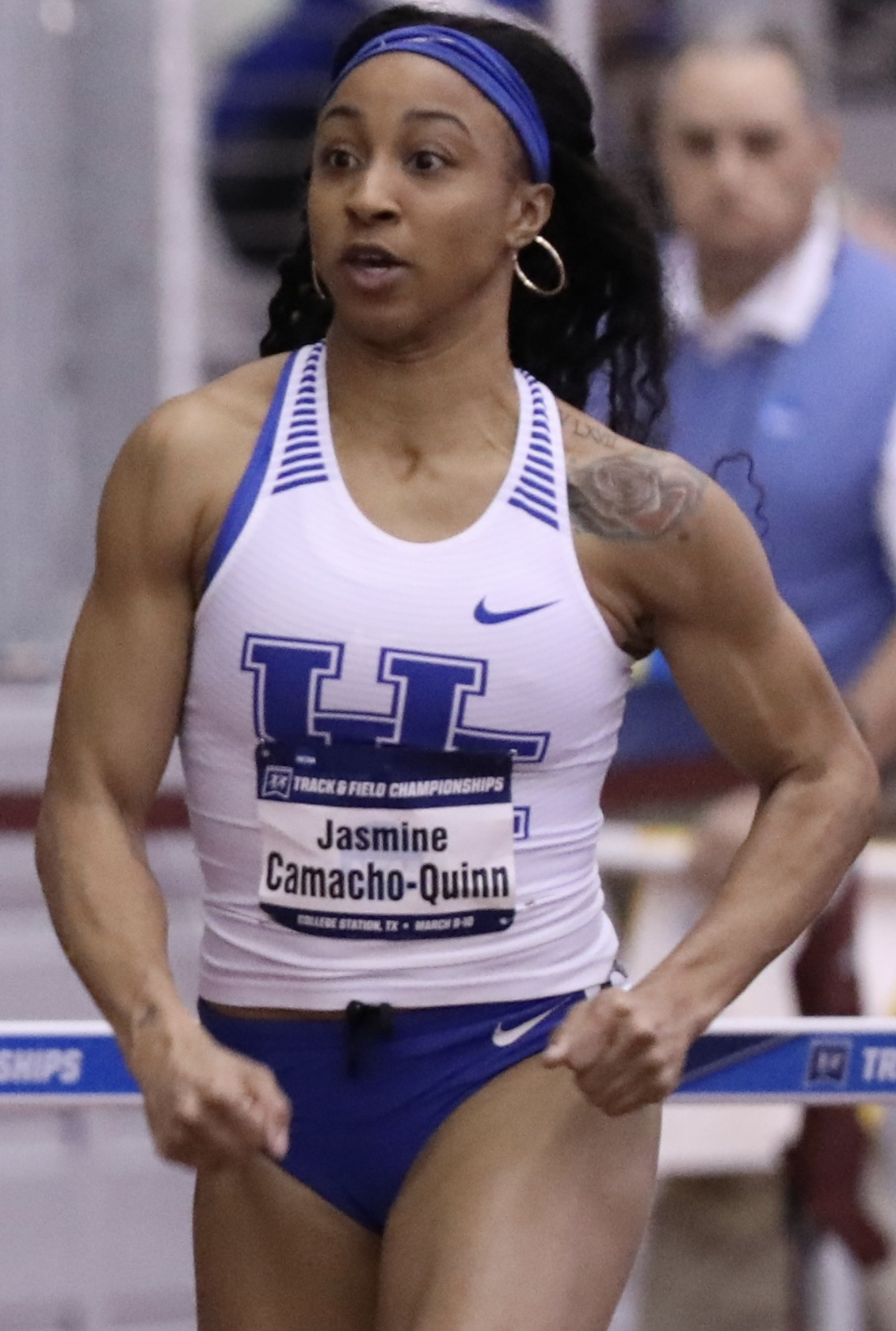
Jasmine Camacho-Quinn – Gold mit klarem Vorsprung

| Platz | Athletin              | Land | Zeit (s) |
| ----- | --------------------- | ---- | -------- |
| 1     | Jasmine Camacho-Quinn | PUR  | 12,37    |
| 2     | Kendra Harrison       | USA  | 12,52    |
| 3     | Megan Tapper          | JAM  | 12,55    |
| 4     | Tobi Amusan           | NGR  | 12,60    |
| 5     | Nadine Visser         | NED  | 12,73    |
| 6     | Devynne Charlton      | BAH  | 12,74    |
| 7     | Gabriele Cunningham   | USA  | 13,01    |
| 8     | Britany Anderson      | JAM  | 13,24    |

Finale: 2. August, 11:50 Uhr
Wind: −0,3 m/s

#### 400 m Hürden
| Pl. | Athletin            | Land | Zeit (s)                        |
| --- | ------------------- | ---- | ------------------------------- |
| 1   | Sydney McLaughlin   | USA  | 51,46 WR                        |
| 2   | Dalilah Muhammad    | USA  | 51,58 PB                        |
| 3   | Femke Bol           | NED  | 52,03 ER                        |
| 4   | Janieve Russell     | JAM  | 53,08 PB                        |
| 5   | Hanna Ryschykowa    | UKR  | 53,48000                        |
| 6   | Wiktorija Tkatschuk | UKR  | 53,79 PB                        |
| 7   | Gianna Woodruff     | PAN  | 55,84000                        |
| DSQ | Anna Cockrell       | USA  | IWR 163, TR17.3.1 Bahnübertret. |

Finale: 4. August, 11:30 Uhr

#### 3000 m Hindernis
| Platz | Athletin              | Land | Zeit (min) |
| ----- | --------------------- | ---- | ---------- |
| 1     | Peruth Chemutai       | UGA  | 9:01,45 NR |
| 2     | Courtney Frerichs     | USA  | 9:04,79 SB |
| 3     | Hyvin Kiyeng          | KEN  | 9:05,39000 |
| 4     | Mekides Abebe         | ETH  | 9:06,16000 |
| 5     | Gesa Felicitas Krause | GER  | 9:14,00000 |
| 6     | Maruša Mišmaš Zrimšek | SLO  | 9:14,84 NR |
| 7     | Beatrice Chepkoech    | KEN  | 9:16,33000 |
| 8     | Zerfe Wondemagegn     | ETH  | 9:16,41000 |

Finale: 4. August, 20:00 Uhr

#### 4 × 100 m Staffel
| Platz | Land           | Athletinnen | Zeit (s) |
| ----- | -------------- | --- | -------- |
| 1     | Jamaika        | Briana Williams Elaine Thompson-Herah (Finale) Shelly-Ann Fraser-Pryce (Finale) Shericka Jackson im Vorlauf außerdem: Natasha Morrison Remona Burchell | 41,02 NR |
| 2     | USA            | Javianne Oliver Teahna Daniels Jenna Prandini (Finale) Gabrielle Thomas (Finale) im Vorlauf außerdem: English Gardner Aleia Hobbs                      | 41,45 SB |
| 3     | Großbritannien | Asha Philip Imani Lansiquot Dina Asher-Smith Daryll Neita                                                                                              | 41,88000 |
| 4     | Schweiz        | Riccarda Dietsche Ajla Del Ponte Mujinga Kambundji Salomé Kora                                                                                         | 42,08000 |
| 5     | Deutschland    | Rebekka Haase Alexandra Burghardt Tatjana Pinto Gina Lückenkemper                                                                                      | 42,12000 |
| 6     | China          | Liang Xiaojing Ge Manqi Huang Guifen Wei Yongli | 42,71 SB |
| 7     | Frankreich     | Carolle Zahi Orlann Ombissa-Dzangue Gémima Joseph Cynthia Leduc                                                                                        | 42,89000 |
| DNF   | Niederlande    | Nadine Visser Dafne Schippers Marije van Hunenstijn Naomi Sedney                                                                                       |          |

Finale: 6. August, 22:50 Uhr

#### 4 × 400 m Staffel
| Platz | Land           | Athleten | Zeit (min) |
| ----- | -------------- | --- | ---------- |
| 1     | USA            | Sydney McLaughlin (Finale) Allyson Felix (Finale) Dalilah Muhammad (Finale) Athing Mu (Finale) im Vorlauf außerdem: Kaylin Whitney Wadeline Jonathas Kendall Ellis Lynna Irby | 3:16,85 SB |
| 2     | Polen          | Natalia Kaczmarek (Finale) Iga Baumgart-Witan Małgorzata Hołub-Kowalik Justyna Święty-Ersetic im Vorlauf außerdem: Anna Kiełbasińska                                          | 3:20,53 NR |
| 3     | Jamaika        | Roneisha McGregor Janieve Russell Shericka Jackson (Finale) Candice McLeod (Finale) im Vorlauf außerdem: Junelle Bromfield Stacey-Ann Williams                                | 3:21,24 SB |
| 4     | Kanada         | Alicia Brown Madeline Price Kyra Constantine Sage Watson | 3:21,84 SB |
| 5     | Großbritannien | Ama Pipi (Finale) Jodie Williams (Finale) Emily Diamond Nicole Yeargin im Vorlauf außerdem: Zoey Clark Laviai Nielsen                                                         | 3:22,59 SB |
| 6     | Niederlande    | Lieke Klaver Lisanne de Witte Laura de Witte Femke Bol | 3:23,74 NR |
| 7     | Belgien        | Naomi Van Den Broeck Imke Vervaet Paulien Couckuyt Camille Laus | 3:23,96 NR |
| 8     | Kuba           | Zurian Hechavarría Rose Mary Almanza Sahily Diago Lisneidy Veitía | 3:26,92000 |

Finale: 7. August, 21:50 Uhr

#### 20 km Gehen
| Platz | Athletin            | Land | Zeit (h)   |
| ----- | ------------------- | ---- | ---------- |
| 1     | Antonella Palmisano | ITA  | 1:29:12000 |
| 2     | Sandra Arenas       | COL  | 1:29:37000 |
| 3     | Liu Hong            | CHN  | 1:29:57000 |
| 4     | María Pérez García  | ESP  | 1:30:05000 |
| 5     | Alegna González     | MEX  | 1:30:33000 |
| 6     | Jemima Montag       | AUS  | 1:30:39000 |
| 7     | Qoijing Gyi         | CHN  | 1:31:04000 |
| 8     | Antigoni Drisbioti  | GRE  | 1:31:24 SB |

Datum: 6. August, 16:30 Uhr

#### Hochsprung

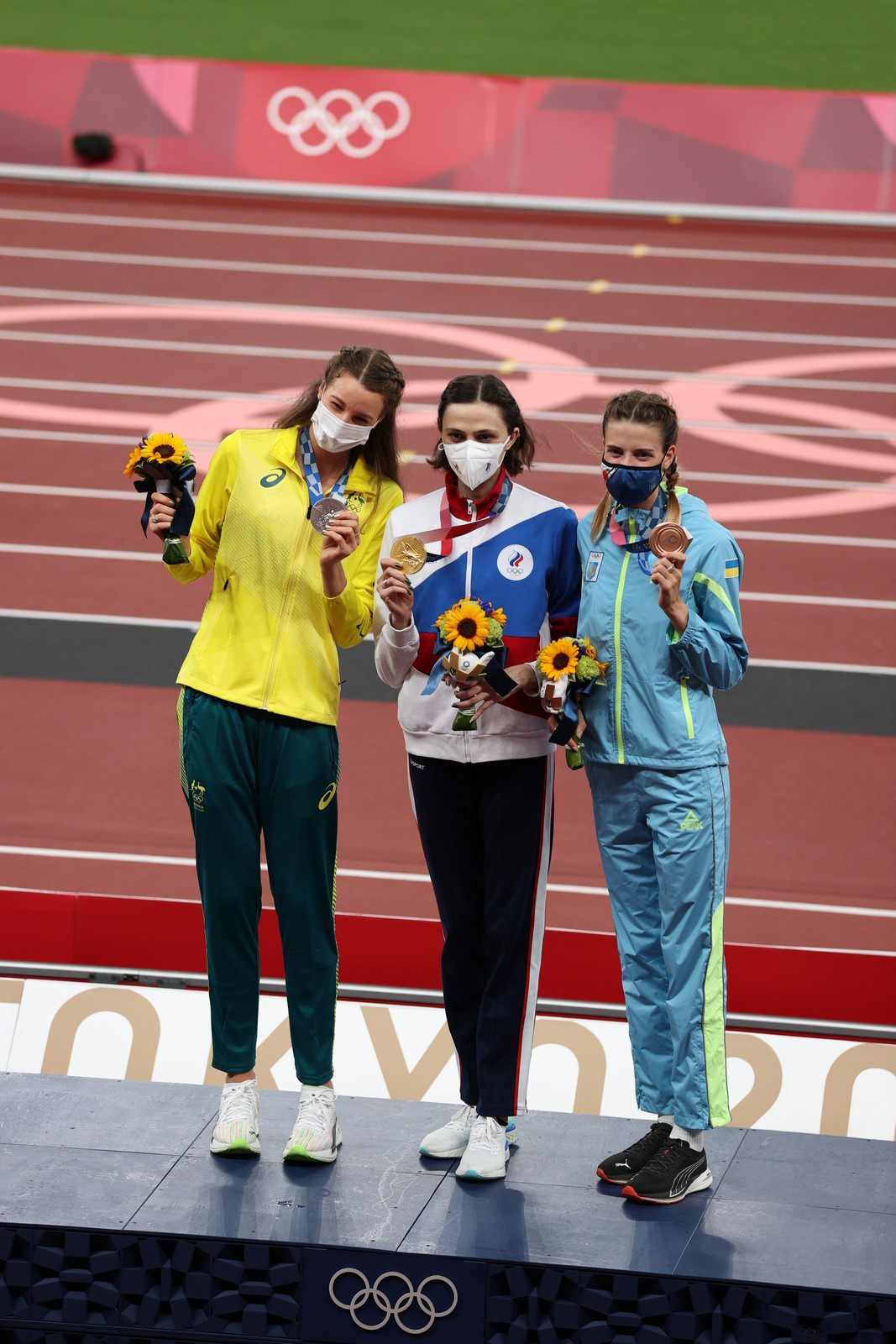
Die Medaillengewinnerinnen (v. l. n. r.): Nicola McDermott (Silber), Marija Lassizkene (Gold), Jaroslawa Mahutschich (Bronze)

| Platz | Athletin              | Land | Höhe (m) |
| ----- | --------------------- | ---- | -------- |
| 1     | Marija Lassizkene     | ROC  | 2,04 SB  |
| 2     | Nicola McDermott      | AUS  | 2,02 OZ  |
| 3     | Jaroslawa Mahutschich | UKR  | 2,00000  |
| 4     | Iryna Heraschtschenko | UKR  | 1,98 SB  |
| 5     | Eleanor Patterson     | AUS  | 1,96 SB  |
| 6     | Vashti Cunningham     | USA  | 1,96000  |
| 6     | Safina Saʼdullayeva   | UZB  | 1,96 PB  |
| 8     | Julija Lewtschenko    | UKR  | 1,96 SB  |

Finale: 7. August, 19:11 Uhr

#### Stabhochsprung
| Platz | Athletin               | Land | Höhe (m) |
| ----- | ---------------------- | ---- | -------- |
| 1     | Katie Nageotte         | USA  | 4,900000 |
| 2     | Anschelika Sidorowa    | ROC  | 4,850000 |
| 3     | Holly Bradshaw         | GBR  | 4,850000 |
| 4     | Katerina Stefanidi     | GRE  | 4,80 SBe |
| 5     | Maryna Kylypko         | UKR  | 4,500000 |
| 5     | Wilma Murto            | FIN  | 4,500000 |
| 5     | Tina Šutej             | SLO  | 4,500000 |
| 8     | Nikoleta Kyriakopoulou | GRE  | 4,500000 |
| 8     | Robeilys Peinado       | VEN  | 4,500000 |
| 8     | Iryna Schuk            | BLR  | 4,500000 |
| 8     | Yarisley Silva         | CUB  | 4,500000 |
| 8     | Xu Huiqin              | CHN  | 4,500000 |

Finale: 5. August, 19:24 Uhr

#### Weitsprung
| Platz | Athletin                | Land | Weite (m) |
| ----- | ----------------------- | ---- | --------- |
| 1     | Malaika Mihambo         | GER  | 7,00      |
| 2     | Brittney Reese          | USA  | 6,97      |
| 3     | Ese Brume               | NGR  | 6,97      |
| 4     | Ivana Španović          | SRB  | 6,91      |
| 5     | Maryna Bech-Romantschuk | UKR  | 6,88      |
| 6     | Tara Davis              | USA  | 6,84      |
| 7     | Brooke Stratton         | AUS  | 6,83      |
| 8     | Jazmin Sawyers          | GBR  | 6,80      |

Finale: 3. August, 18:50 Uhr

#### Dreisprung
| Platz | Athletin          | Land | Weite (m) |
| ----- | ----------------- | ---- | --------- |
| 1     | Yulimar Rojas     | VEN  | 15,67 WR  |
| 2     | Patrícia Mamona   | POR  | 15,01 NR  |
| 3     | Ana Peleteiro     | ESP  | 14,87 NR  |
| 4     | Shanieka Ricketts | JAM  | 14,84000  |
| 5     | Liadagmis Povea   | CUB  | 14,70000  |
| 6     | Hanna Minenko     | ISR  | 14,60 SB  |
| 7     | Keturah Orji      | USA  | 14,59000  |
| 8     | Kimberly Williams | JAM  | 14,51000  |

Finale: 1. August, 19:00 Uhr

#### Kugelstoßen
| Platz | Athletin            | Land | Weite (m) |
| ----- | ------------------- | ---- | --------- |
| 1     | Gong Lijiao         | CHN  | 20,58 PB  |
| 2     | Raven Saunders      | USA  | 19,79000  |
| 3     | Valerie Adams       | NZL  | 19,62000  |
| 4     | Auriol Dongmo       | POR  | 19,57000  |
| 5     | Song Jiayuan        | CHN  | 19,14000  |
| 6     | Maddison-Lee Wesche | NZL  | 18,98 PB  |
| 7     | Fanny Roos          | SWE  | 18,91000  |
| 8     | Sara Gambetta       | GER  | 18,88 PB  |

Finale: 5. August, 18:36 Uhr

#### Diskuswurf
| Platz | Athletin          | Land | Weite (m) |
| ----- | ----------------- | ---- | --------- |
| 1     | Valarie Allman    | USA  | 68,98000  |
| 2     | Kristin Pudenz    | GER  | 66,86 PB  |
| 3     | Yaimé Pérez       | CUB  | 65,72000  |
| 4     | Sandra Perković   | CRO  | 65,01000  |
| 5     | Liliana Cá        | POR  | 63,93000  |
| 6     | Kamalpreet Kaur   | IND  | 63,70000  |
| 7     | Shadae Lawrence   | JAM  | 63,12000  |
| 8     | Marike Steinacker | GER  | 63,02000  |

Finale: 2. August, 19:59 Uhr

#### Hammerwurf
| Platz | Athletin            | Land | Weite (m) |
| ----- | ------------------- | ---- | --------- |
| 1     | Anita Włodarczyk    | POL  | 78,48 SB  |
| 2     | Wang Zheng          | CHN  | 77,03 SB  |
| 3     | Malwina Kopron      | POL  | 75,49 SB  |
| 4     | Alexandra Tavernier | FRA  | 74,41 SB  |
| 5     | Camryn Rogers       | CAN  | 74,35000  |
| 6     | Bianca Ghelber      | ROU  | 74,18 PB  |
| 7     | Joanna Fiodorow     | POL  | 73,83 SB  |
| 8     | DeAnna Price        | USA  | 73,09000  |

Finale: 3. August, 20:36 Uhr

#### Speerwurf
| Platz | Athletin          | Land | Weite (m) |
| ----- | ----------------- | ---- | --------- |
| 1     | Liu Shiying       | CHN  | 66,34 SB  |
| 2     | Maria Andrejczyk  | POL  | 64,61000  |
| 3     | Kelsey-Lee Barber | AUS  | 64,56 SB  |
| 4     | Eda Tuğsuz        | TUR  | 64,00 SB  |
| 5     | Lü Huihui         | CHN  | 63,41000  |
| 6     | Kathryn Mitchell  | AUS  | 61,82000  |
| 7     | Liveta Jasiūnaitė | LTU  | 60,06000  |
| 8     | Mackenzie Little  | AUS  | 59,96000  |

Finale: 6. August, 20:50 Uhr

#### Siebenkampf

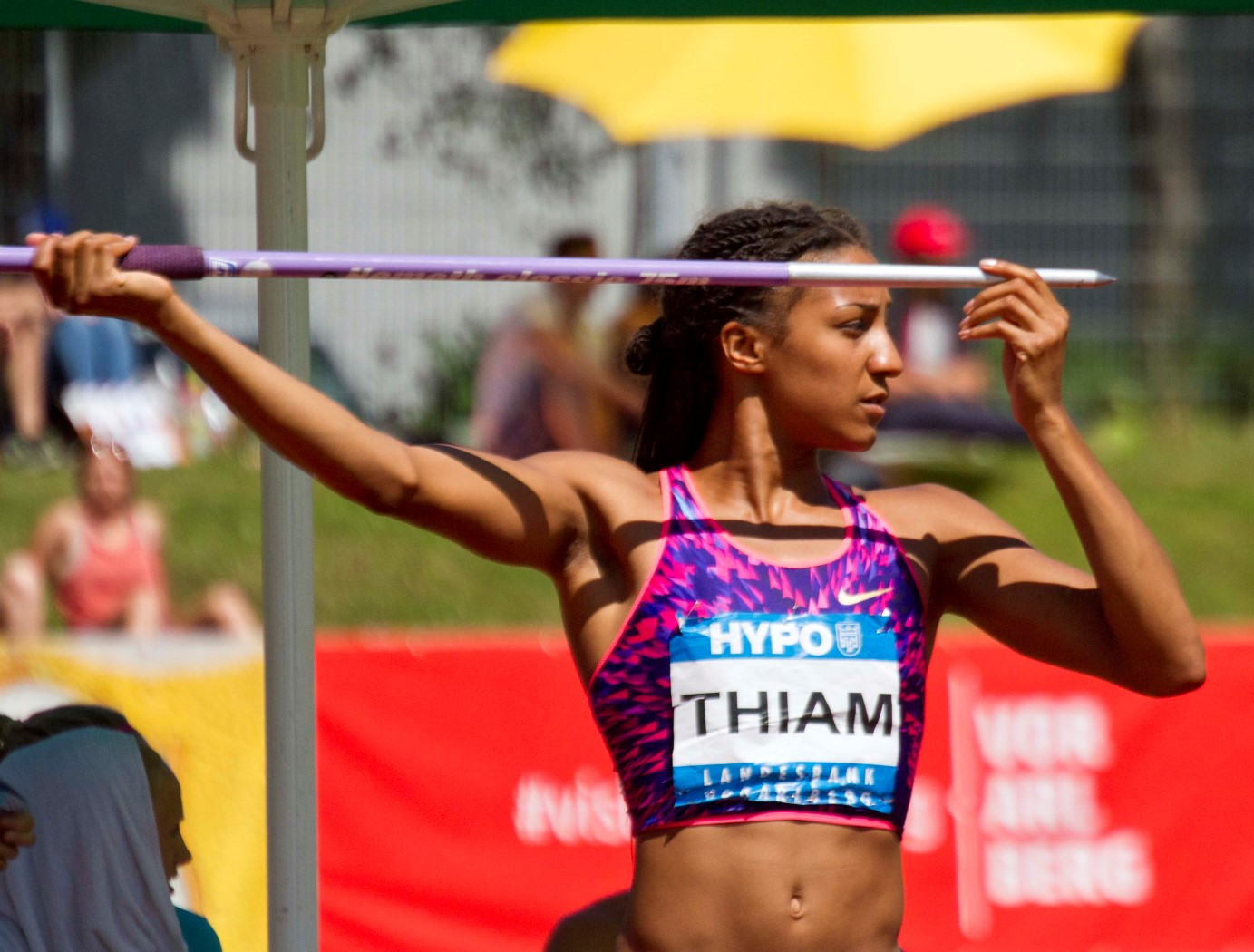
Nafissatou Thiam wiederholte ihren Erfolg von den Spielen 2016

| Platz | Athletin         | Land | Punkte  |
| ----- | ---------------- | ---- | ------- |
| 1     | Nafissatou Thiam | BEL  | 6791 SB |
| 2     | Anouk Vetter     | NED  | 6689 NR |
| 3     | Emma Oosterwegel | NED  | 6590 PB |
| 4     | Noor Vidts       | BEL  | 6571 PB |
| 5     | Kendell Williams | USA  | 6508000 |
| 6     | Annie Kunz       | USA  | 6420000 |
| 7     | Carolin Schäfer  | GER  | 6419 SB |
| 8     | Ivona Dadic      | AUT  | 6403 SB |

Datum: 4./5. August

### Mixed

#### 4 × 400 m Staffel
| Platz | Land                    | Athleten | Zeit (min)                                                    |
| ----- | ----------------------- | --- | ------------------------------------------------------------- |
| 1     | Polen                   | Karol Zalewski (Finale) Natalia Kaczmarek (Finale) Justyna Święty-Ersetic (Finale) Kajetan Duszyński im Vorlauf außerdem: Dariusz Kowaluk Iga Baumgart-Witan Małgorzata Hołub-Kowalik | 3:09,87 OR/ER                                                 |
| 2     | Dominikanische Republik | Lidio Féliz Marileidy Paulino Anabel Medina Alexander Ogando (Finale) im Vorlauf außerdem: Luguelín Santos                                                                            | 3:10,21 NR                                                    |
| 3     | USA                     | Trevor Stewart (Finale) Kendall Ellis (Finale) Kaylin Whitney (Finale) Vernon Norwood (Finale) im Vorlauf außerdem: Elija Godwin Lynna Irby Taylor Manson Bryce Deadmon               | 3:10,22 SB                                                    |
| 4     | Niederlande             | Liemarvin Bonevacia (Finale) Lieke Klaver Femke Bol (Finale) Ramsey Angela im Vorlauf außerdem: Jochem Dobber Lisanne de Witte                                                        | 3:10,36 NR                                                    |
| 5     | Belgien                 | Dylan Borlée (Finale) Imke Vervaet Camille Laus Kevin Borlée (Finale) im Vorlauf außerdem: Alexander Doom Jonathan Borlée                                                             | 3:11,51 NR                                                    |
| 6     | Großbritannien          | Niclas Baker (Finale) Nicole Yeargin (Finale) Emily Diamond Cameron Chalmers im Vorlauf außerdem: Zoey Clark Lee Thompson                                                             | 3:12,07                                                       |
| 7     | Jamaika                 | Sean Bailey Stacey-Ann Williams Tovea Jenkins (Finale) Karayme Bartley im Vorlauf außerdem: Junelle Bromfield                                                                         | 3:14,95                                                       |
| 8     | Irland                  | Cillin Greene Phil Healy Sophie Becker Christopher O’Donnell | 3:15,04                                                       |
| DSQ   | Deutschland             | Marvin Schlegel Corinna Schwab Nadine Gonska (Finale) Manuel Sanders im Vorlauf außerdem: Ruth Sophia Spelmeyer-Preuß                                                                 | IWR 170, TR24.6 Fehlerhafte Stabwieder- aufnahme nach Verlust |

Finale: 31. Juli, 21:35 Uhr

## Video
- very Athletics World & Olympic RECORD at #Tokyo2020!, youtube.com, abgerufen am 10. Juni 2022